# Salvador (Bahía)
Salvador, fundada como São Salvador da Bahia de Todos os Santos (en portugués), en español San Salvador de la Bahía de Todos los Santos,es una ciudad brasileña, capital del estado de Bahía y primera capital del Brasil Colonial. Sus habitantes son llamados soteropolitanos, término creado a partir de la traducción al griego del nombre de la ciudad (en griego Soteropolis), traducido al español como Ciudad del Salvador, compuesto de Σωτήρ ("salvador") y πόλις ("polis" o "ciudad").
Situada en la Microrregión de Salvador, la ciudad es una metrópoli regional con casi 3 millones de habitantes, siendo la ciudad más poblada del Noreste de Brasil, la tercera más poblada de dicho país. Su área metropolitana, conocida como Región Metropolitana de Salvador o Gran Salvador, posee más de 4 millones de habitantes, lo que la torna en la tercera más poblada del noreste, la séptima de Brasil y la 111° del mundo.Fue clasificada en comparación con la red urbana de otras ciudades brasileñas como un centro metropolitano nacional. La superficie del municipio de Salvador es de 706,8 km² y sus coordenadas, a partir del marco de la fundación de la ciudad, en el Faro de la Barra o Fortaleza de San Antonio son 13°00'37'' sur y 38°31'58'' oeste. Centro económico del estado y de todo el Norte y Noreste de Brasil, es un puerto exportador, centro industrial, administrativo y turístico, alberga diversas universidades y una base naval en Aratu.
La ciudad de Salvador era llamada antiguamente Bahía, inclusive por los habitantes del propio estado. También recibió algunos apodos como Capital de la Alegría (en portugués Capital da Alegria debido a los enormes festejos populares) y Roma Negra, por ser considerada la metrópoli con el mayor porcentaje de negros localizada fuera de África.
A su vez, Salvador es sede de importantes eventos, nacionales e internacionales. Fue en Salvador donde surgió Odebrecht que, en 2008, se volvió el mayor conglomerado de empresas, dedicadas a la construcción civil y la petroquímica en América, con varias unidades de negocios en Salvador, Río de Janeiro, São Paulo y diversos países del mundo.

## Historia

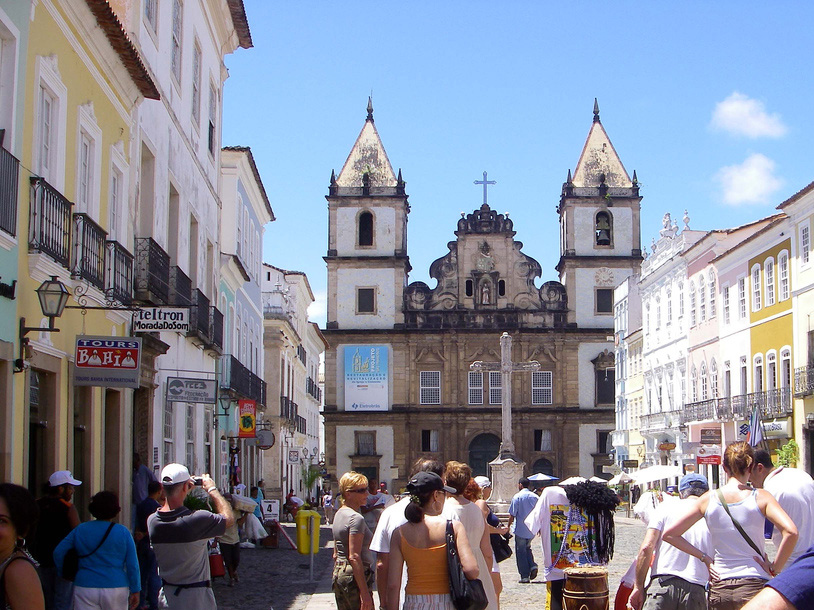
Terreiro de Jesús y la iglesia de San Francisco en el centro histórico de Salvador.

Ya antes de ser fundada la ciudad, la región estaba habitada desde el naufragio en el río Vermelho de un navío francés en 1510 cerca del sitio actual, de cuya tripulación formaba parte el famoso colonizador portugués Diogo Álvares Corrêa, apodado por los indígenas "Caramuru". La ciudad se convirtió en sede del primer obispo católico de Brasil en 1522. En 1534, fue fundada la capilla en honor a "Nuestra Señora de Gracia", porque ahí vivían Diego Álvares y su esposa, Catarina Paraguazú.
En 1536 arribó a la ciudad el primer donatario Francisco Pereira Coutinho, nombrado Capitán hereditario por el rey Juan II de Portugal. Él fundó el campamento llamado Arrabal de Pereira, en las inmediaciones de donde se halla hoy la Ladera de la Barra. Este campamento, doce años más tarde, al momento de la fundación de la ciudad fue llamado "Villa Vieja". A los indígenas no les gustaba el trato de Pereira Coutinho por su crueldad y arrogancia. Por tanto, se suscitaron varias rebeliones indígenas mientras él se encontraba en la ciudad. En una de estas Pereira fue forzado a retirarse a Porto Seguro, en compañía de Diego Álvares, hacia la Bahía de Todos los Santos, afrontando una fuerte tormenta. El barco, a la deriva, llegó a la isla de Itaparica. En este lugar fueron hechos prisioneros por los indígenas, aunque Diego Álvares fue puesto en libertad. En cambio, Pereira Coutinho fue descuartizado y convertido en alimento.

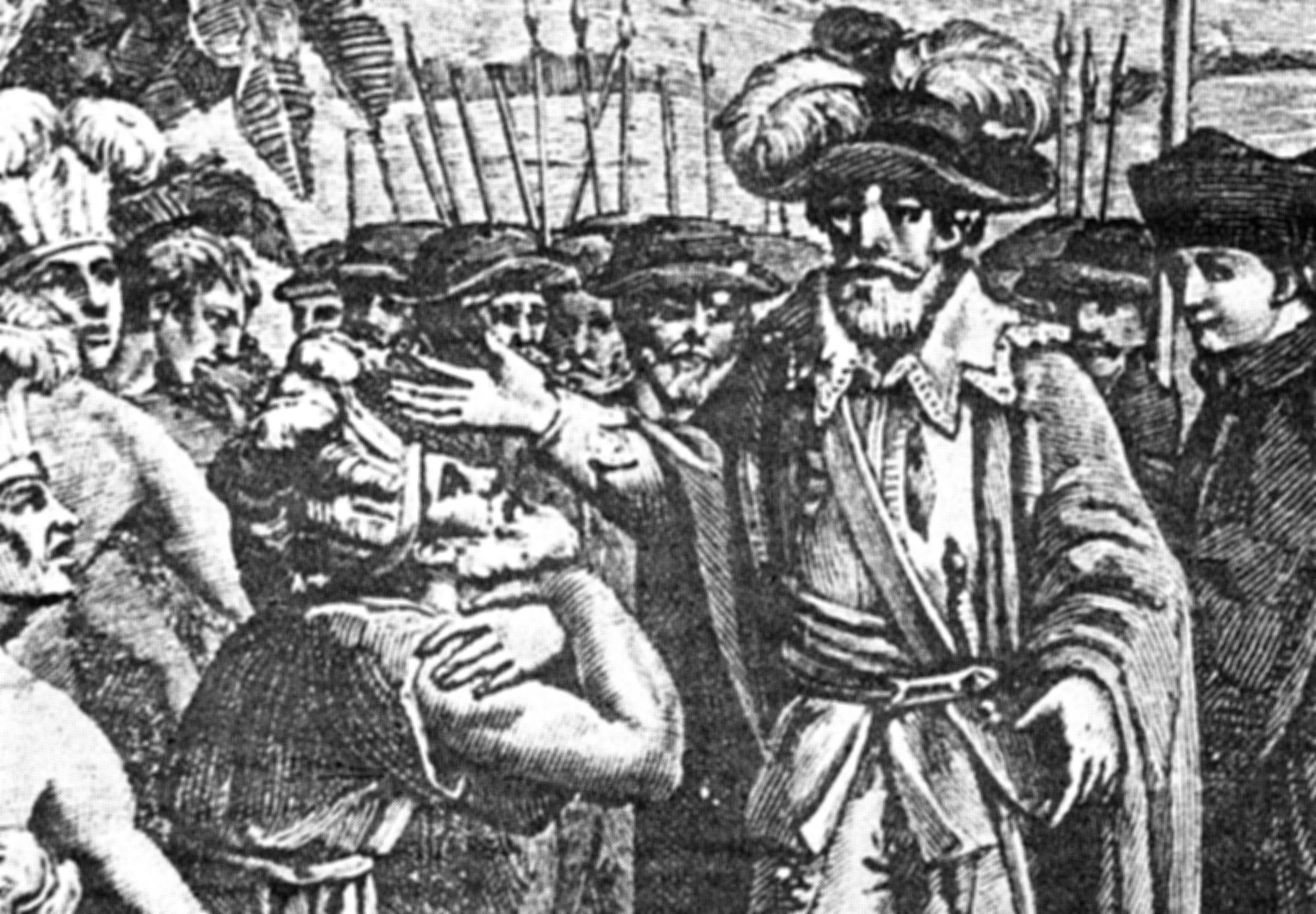
Llegada de Tomé de Souza a Salvador, un grabado de principios del.

El 29 de marzo de 1549 arribó una encomienda de conquistadores portugueses, encabezados por Tomé de Sousa, el primer Gobernador General de Brasil, y su comitiva en seis distintas embarcaciones: tres naos, dos carabelas y un bergantín, con órdenes del Rey de Portugal de fundar una ciudad-fortaleza llamada San Salvador. Así entonces, fue fundada la ciudad de Salvador, desde un inicio como ciudad capital, sin haber sido anteriormente una ciudad de provincia. Pronto se convirtió este puerto oceánico, en un importante centro de la industria azucarera y el tráfico de esclavos. Fue dividida en una zona en lo alto y otra en la parte inferior, la primera fue el área administrativo y religiosa más importante, y el hogar de la mayoría de la población. La parte inferior por su parte era el centro financiero, con un puerto y un mercado.
Junto con el gobernador llegaron en las embarcaciones de más de mil personas. Trescientos veinte de ellas designadas para recibir los salarios propuestos, entre ellos estaba el primer médico asignado a Brasil por un período de tres años: el Dr. Jorge Valadares, así como el farmacéutico Diego de Castro, seiscientos soldados e hidalgos desterrados, y los primeros sacerdotes jesuitas en Brasil entre los que se cuentan Manuel de Nóbrega, João Aspilcueta Navarro y Leonardo Nunes. Las mujeres eran pocas, por lo que posteriormente, los portugueses que vivían en Brasil, solicitaron a la corona el envío de más mujeres como novias. Quizás Tomé de Sousa fue el primer visitante en enamorarse del lugar, como sucedió igualmente con muchos después de él. Al recibir la noticia de que su sustituto venía de camino, dijo: ¿Ves esto? La verdad es que anteriormente se me hacía la boca agua cuando pensaba en ir a Portugal, pero ahora, no sé por qué, se me seca la boca hasta tal punto que quiero escupir y no puedo. Después de Tomé de Sousa, Duarte da Costa fue el gobernador general de Brasil: llegó el 13 de julio de 1553, junto con otras 260 personas, entre ellos su hijo Álvaro, el jesuita José de Anchieta, y docenas de jóvenes huérfanas para servir de esposas a la colonos. Mem de Sá, el tercer Gobernador General, quien concluyó con su gobierno hasta el año de 1572, también contribuyó con una gran administración. En 1583 la ciudad poseía 1 600 habitantes, la población creció velozmente hasta convertirse en una de las ciudades más grandes del Nuevo Mundo, superando cualquier colonia inglesa en la época de la Revolución Estadounidense de 1776.
La ciudad fue invadida por tropas de las Provincias Unidas de los Países Bajos en 1598, 1624-1625 y 1638. El azúcar ya era el producto más exportado por la colonia en el siglo XVII a finales del cual la provincia de Bahía se convirtió en el mayor exportador de azúcar del mundo. En aquel momento, los límites de la ciudad se ampliaban comprendiendo las parroquias de San Antonio Além do Carmo y la de San Pedro Viejo. La ciudad de São Salvador da Bahia de Todos os Santos fue la capital y sede de la administración colonial de Brasil hasta 1763, año en que la ciudad perdió su condición de capital de Brasil, pasando a ser Río de Janeiro.
En 1798, sucedió la llamada Revuelta de los sastres, en la que estuvieron involucrados hombres del pueblo como Lucas Dantas y João de Deus, así como intelectuales como Cipriano Barata y otros profesionales liberales.
En 1809, Marcos de Noronha e Brito, Conde de Arcos, comenzó su administración, que fue muy benéfica para la ciudad. En 1812 inauguró el Teatro de São João, donde posteriormente Xisto Bahia cantaría sus "chulas" (música de danza tradicional de herencia afro-brasileña) y sus lundus, Castro Alves sería aclamado por la audiencia con su poesía lírica y abolicionista. Todavía bajo su administración, ocurrieron grandes deslizamientos de tierra en las laderas de Gameleira, de Misericordia y de Montanha.
La ciudad se transformó en un baluarte de la independencia colonial y fue atacada por las tropas portuguesas en 1821, permaneciendo ocupada hasta el 2 de julio de 1823. Durante los siguientes 150 años cayó en un agraciado descenso, fuera de la corriente industrialista del país. En 1835 se produce una sublevación de esclavos musulmanes, conocida como la Revuelta de los Males. Durante el siglo XIX, Salvador continuó influyendo en la política nacional, teniendo gran número de ministros del Gabinete en el Segundo Reinado, como José Antonio Saraiva, José María da Silva Paranhos, Sousa Dantas y Zacarias de Góis. Con la proclamación de la República, y la crisis en las exportaciones de azúcar, la influencia económica y política de la ciudad en la Brasil disminuyó. No obstante, Salvador continuó siendo, un centro turístico y cultural.

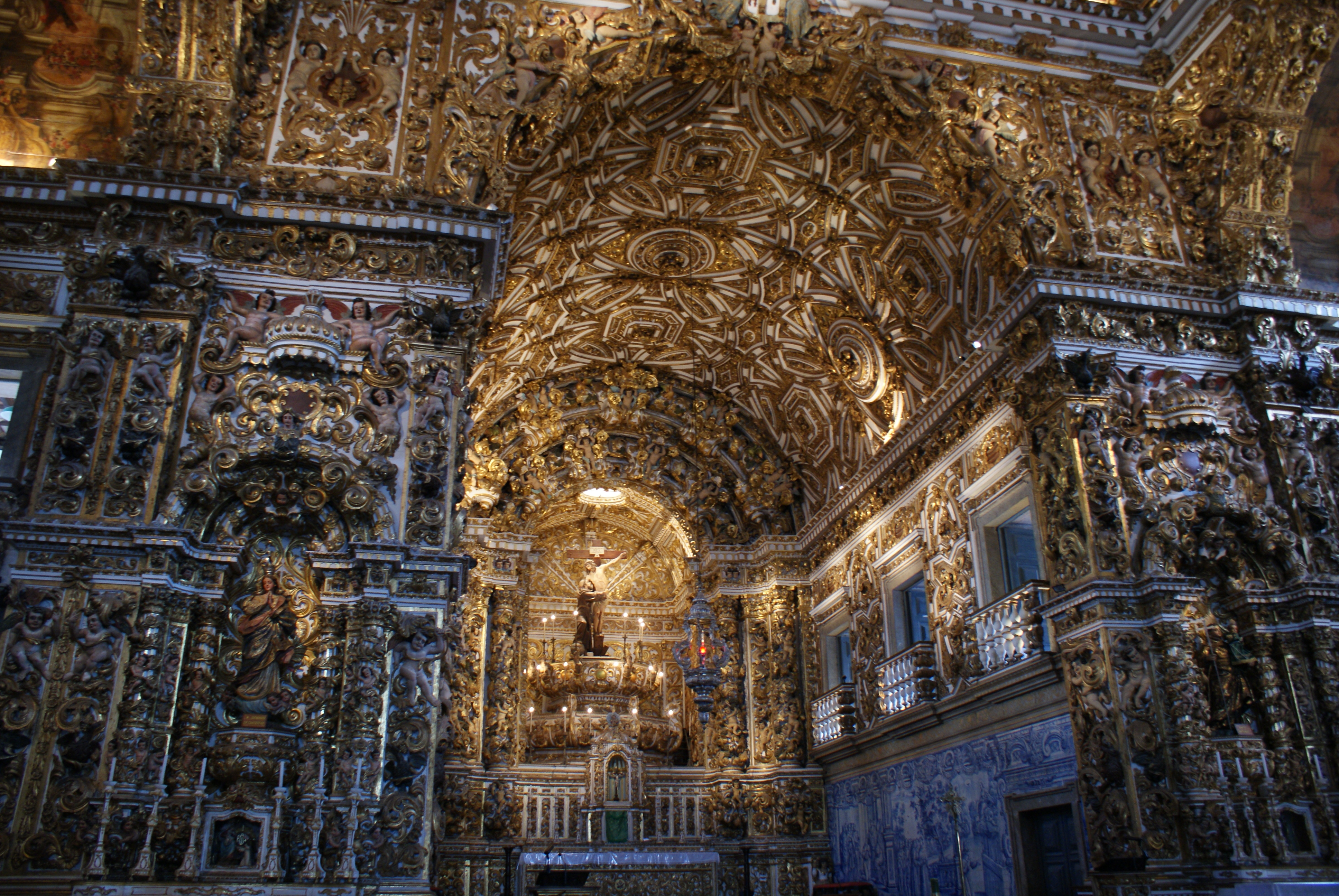
Interior de la iglesia barroca de San Francisco, en Salvador de Bahía. Los decorados no son de oro, sino que pertenecen al llamado "dorado a la hoja".

En 1873 se instala en la ciudad, el primer elevador de Brasil, el Elevador Lacerda, este conecta la Ciudad Baja con la Ciudad Alta. Desde entonces en el transcurso del tiempo, este elevador ha estado sujeto a diversas mejoras.
Para 1890, Salvador era la segunda ciudad más poblada de Brasil, y la cuarta en poseer un sistema telefónico. En 1895 se inauguró el elevador Taboao, que operó hasta 1961, transportando principalmente a la clase obrera hacia el centro comercial de la ciudad. Sin embargo, aunque a inicios del siglo XX, la ciudad continuó creciendo, el ritmo era inferior al regional. Salvador empezó a perder importancia frente a otras ciudades brasileñas, como São Paulo, que resultó ser más atractiva para la inversión.
En 1912 se produce el bombardeo de la ciudad de Salvador, debido a disputas entre los líderes oligárquicos de la sucesión de gobierno: La Biblioteca y el Archivo son totalmente destruidos. El daño derivado de este infortunio es tan importante que se pierden irreparablemente importantes documentos históricos de la ciudad.

Diversas empresas comerciaban en Salvador en estos años. La Companhia de Navegação Costeira transportaba productos desde Salvador hacia Río. Desde este puerto se exportaba tabaco y cacao, con participación de dos antiguas casas comerciales británicas (Duder & Brother, establecida en 1900 y F. Stevenson & Cia. Ltda, est. en 1895) y una suiza (Hugo Kaufmann & Cia., est. en 1908). Una de estas casas, la Duder, contaba con una flota ballenera, y una planta refinadora del aceite de ballena, en Salvador. Firmas brasileñas, Correa Ribeiro y Barreto de Araujo, también prosperaron con el negocio del cacao. En tierra se fabricaban cigarros y se procesaba caña de azúcar. El tradicional vino Jurubeba Leão do Norte empezó a ser producido en los años 1920.

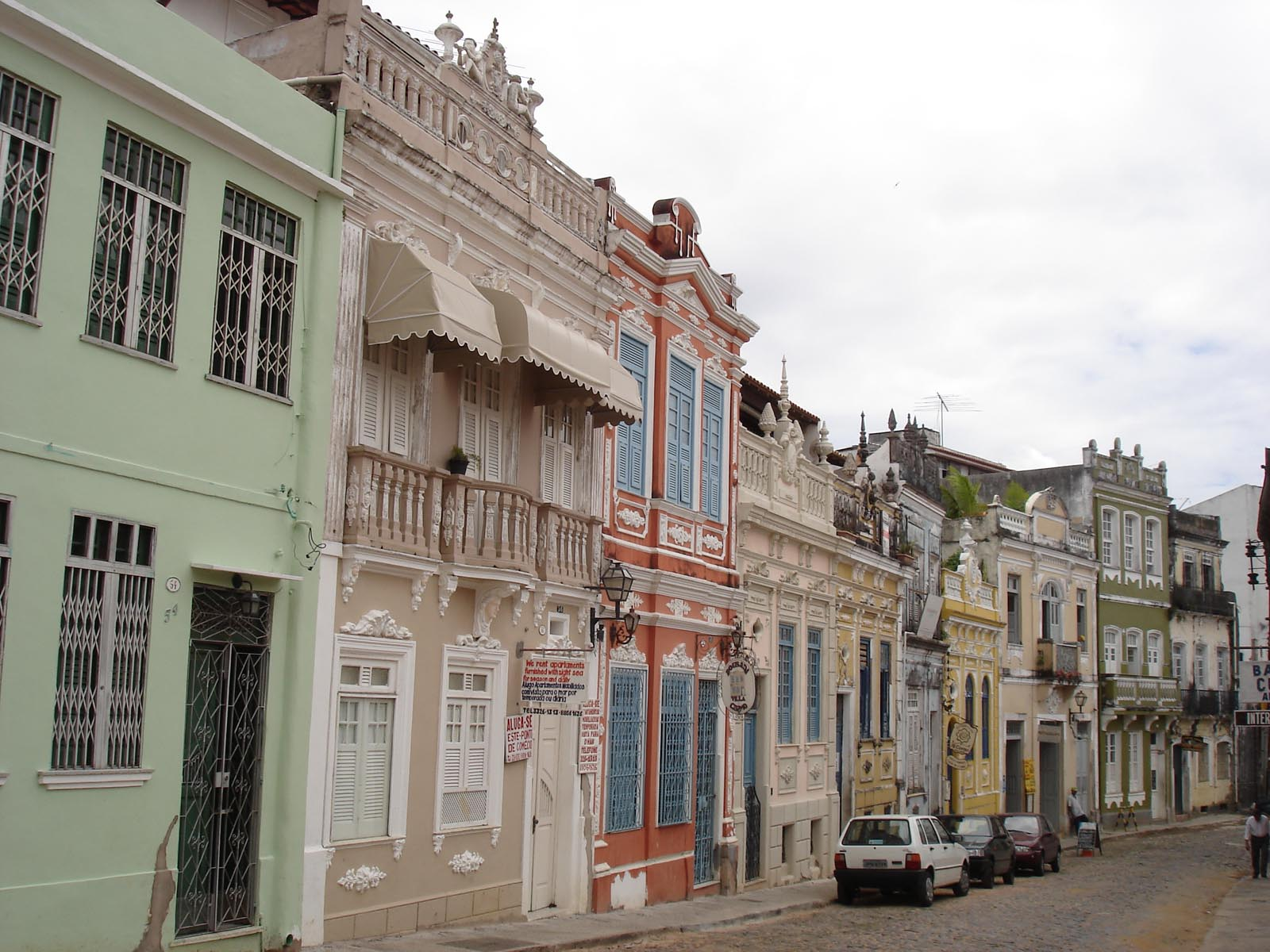
Santo Antônio Além do Carmo.

Sin embargo, a pesar de todo este progreso económico, la pobreza reinaba sobre Salvador. La ciudad tenía que enfrentar la ausencia de drenajes en algunos sectores, un sistema de salud débil, y un deficiente servicio de recolección de basura.
Entre los años 1920 y 1960, los pobres empezaron a vivir en haciendas abandonados ubicadas en Pelourinho. Una de estas casas, Maciel, se convirtió en un famoso centro de prostitución y tráfico de drogas en los años 1930. Por su parte, la clase trabajadora vivía en Estrada de Liberdade, Cabula y Retiro. Los comerciantes vivían en Brotas, Matatu y Santo Antonio Alem do Carmo. Las clases más privilegiadas se encontraban en la ciudad alta, específicamente en la avenida Barra, Vitoria y el distrito Canela.
El 1 de enero de 1930 fue reinaugurado el Elevador Lacerda, luego de haberse reemplazado los dos antiguos elevadores por cuatro elevadores de mayor capacidad (27 personas cada uno). Además, el elevador recibió su actual fachada Art decó. En 1939, el gobierno encontró petróleo dentro de la ciudad, y dos años después se explotaban cuatro pozos que producían 230 barriles diarios. En 1945, la empresa constructora Odebrecht fue fundada en Salvador, involucrándose rápidamente en grandes proyectos regionales. En 1946, se prohibieron los juegos de azar y las apuestas, hecho que afectó directamente al lujoso Hotel Bahía, lugar frecuentado por la clase alta de Salvador. Ese mismo año, se fundó la Universidad Federal de Bahía.

Hacia 1948 Salvador ya contaba con 340,000 habitantes, siendo ya en aquella época la cuarta ciudad más grande de Brasil. Debido a la ausencia de aire acondicionado, muchos hombres de negocios discutían sus asuntos en las calles de Salvador, en aquel entonces casi desprovistas de tráfico. Además, el servicio telefónico era deficiente, por lo que la costumbre de discutir los negocios en la calle seguía vigente en los años 1940.

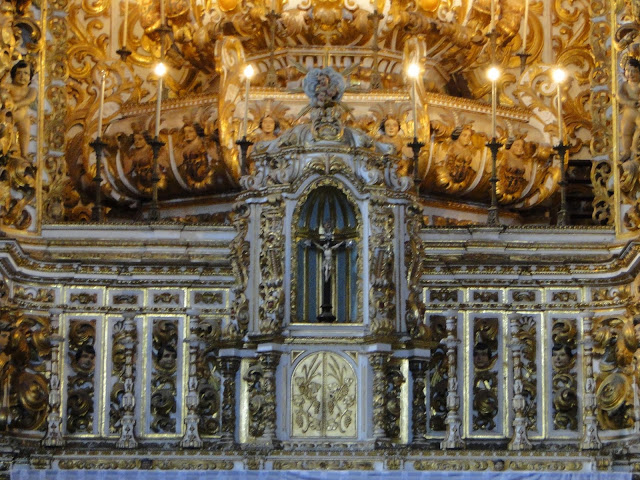
Imagen del interior.

En 1949, se concluyó la autopista BR 116 (Río de Janeiro-Salvador), que aceleró el proceso de migración de los soteropolitanos hacia el sur. Hasta entonces, casi todo el transporte fuera de Salvador se realizaba por mar. En 1958, se fundó el primer supermercado, el Paes Mendonça. Antiguas tiendas por departamento como la Mesbla y la Sloper fueron fundadas en estos años.
La llegada de mayor inversión de Petrobras generó nuevos puestos de trabajo. Para 1964, esta empresa empleaba a 24 mil personas, la mayoría de ellas miembros de la naciente clase media de Salvador. Sin embargo, la case obrera estaba conformada mayoritariamente por negros. Un estudio de la Universidad Federal de Bahía ha demostrado que a pesar del crecimiento económico, la situación de la mayoría de las personas empeoró en los años 1960. En efecto, en 1961, el 7,0% de las familias de Salvador eran consideradas muy pobres; pero en 1970, este porcentaje se había incrementado a 16,1%. Entre las causas de este deterioro social, resalta la decisión del gobierno militar de reducir el salario mínimo en 1965.
Para 1991 la población ya había alcanzado la cantidad de 2,08 millones de habitantes.

## Centro histórico
La palabra Pelourinho (picota en español) , se refiere, en el amplio sentido de la palabra, a una columna de piedra localizada normalmente al centro de una plaza, donde eran expuestos y castigados los criminales. En Brasil, y en particular el pelourinho de Salvador, tuvo como propósito principal maltratar a los esclavos mediante azotes durante el periodo de la colonia. Posteriormente, y una vez que la esclavitud fue abolida en Brasil, esta parte de la ciudad comenzó a atraer artistas de todos los géneros: cine, música, pintura, etc., convirtiendo al "Pelourinho" en un centro cultural. En 1991, hubo una fuerte inversión estatal en la seguridad y se financió la instalación de hostales, restaurantes, escuelas de danza, así como de otras artes, además que se inició restauración de las casas de alrededor. Sin embargo, algunas de estas construcciones no se restauraron en sus interiores ya que se dio prioridad a las fachadas, entre otras razones porque el estado del interior de las casas impedía la reconstrucción exacta. Con la restauración, la demanda de turistas nacionales y extranjeros se incrementó. También, los residentes de estas casas han sido reubicados en otros barrios de Salvador.
El pelourinho de Salvador es un lugar repleto de construcciones coloniales pintadas de diferentes colores. Por tanto, por todo el valor histórico y cultural que representa, actualmente, quedó inscrito dentro del Registro Histórico Nacional, fue nombrado Centro Cultural Mundial por la UNESCO, además, la UNESCO certificó este importante sitio histórico como Patrimonio de la Humanidad.
El pelourinho está ubicado dentro del centro histórico de Salvador de Bahía, bajo el resguardo de la UNESCO. De esta forma, Salvador puede ser miembro de la Organización de las Ciudades del Patrimonio Mundial.
El centro histórico de Salvador fue designado en 1985 como Patrimonio de la Humanidad por la UNESCO. La ciudad representa un bello ejemplo del urbanismo del siglo XVI con la sede gubernamental en la ciudad alta y el centro comercial urbano en la ciudad baja. A su vez una gran parte de la ciudad ha conservado las viejas características de sus calles y sus coloridas casas.

Como primera capital del Nuevo Mundo portugués, Salvador practicaba el trabajo de esclavos y tiene sus propios pelourinhos instalados en espacios abiertos como el terreiro de Jesús y las plazas conocidas hoy como Tomé de Souza y Castro Alves. Un pelourinho era un símbolo de autoridad y justicia, para algunos, y un sitio de castigos e injusticias para la mayoría. El erigido por un corto tiempo en el actual centro histórico fue luego trasladao a la plaza de la Piedad, terminando dándole su nombre al complejo arquitectónico e histórico de Pelourinho. 

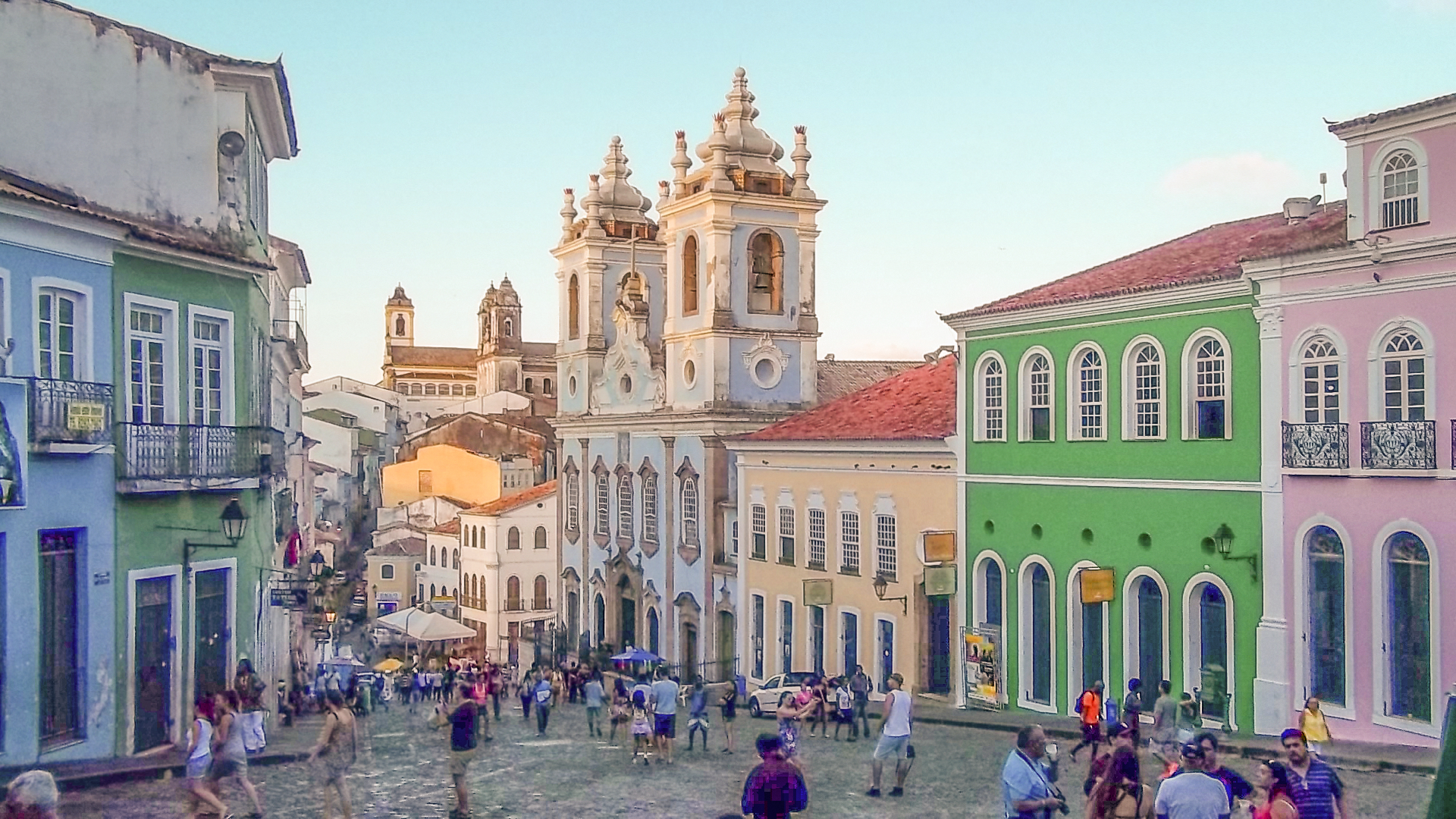
Centro histórico de Salvador de Bahía, o Pelourinho, con la iglesia de Nuestra Señora del Rosario de los Negros en el centro.

Desde 1992, el barrio del Pelourinho ha estado sujeto a una restauración de casi 100 millones de dólares que se destinó a la reconstrucción de cientos de fachadas de edificios y la expulsión de la vasta mayoría de la población de origen africano. Este proceso dio origen a un debate político en Bahía debido a la expulsión de los antiguos residentes del Pelourinho, excluidos de los beneficios económicos de la renovación en su mayor parte, siendo aquella asignada a unos pocos.
El desarrollo y el estatus de Salvador durante la época colonial (como capital de la colonia durante 250 años) está reflejada en la magnificencia de sus palacios, iglesias y conventos coloniales, la mayoría de los siglos XVII y XVIII. Estos incluyen:
- La Catedral de San Salvador: Antigua iglesia jesuita de la ciudad, fue construida en la segunda mitad del siglo XVII. Es un bello ejemplo de la arquitectura y la decoración mannerista.

- La iglesia y el convento de San Francisco: Convento e iglesia franciscana datada de la primera mitad del siglo XVIII. La decoración barroca de su iglesia está entre la más bellas de Brasil.

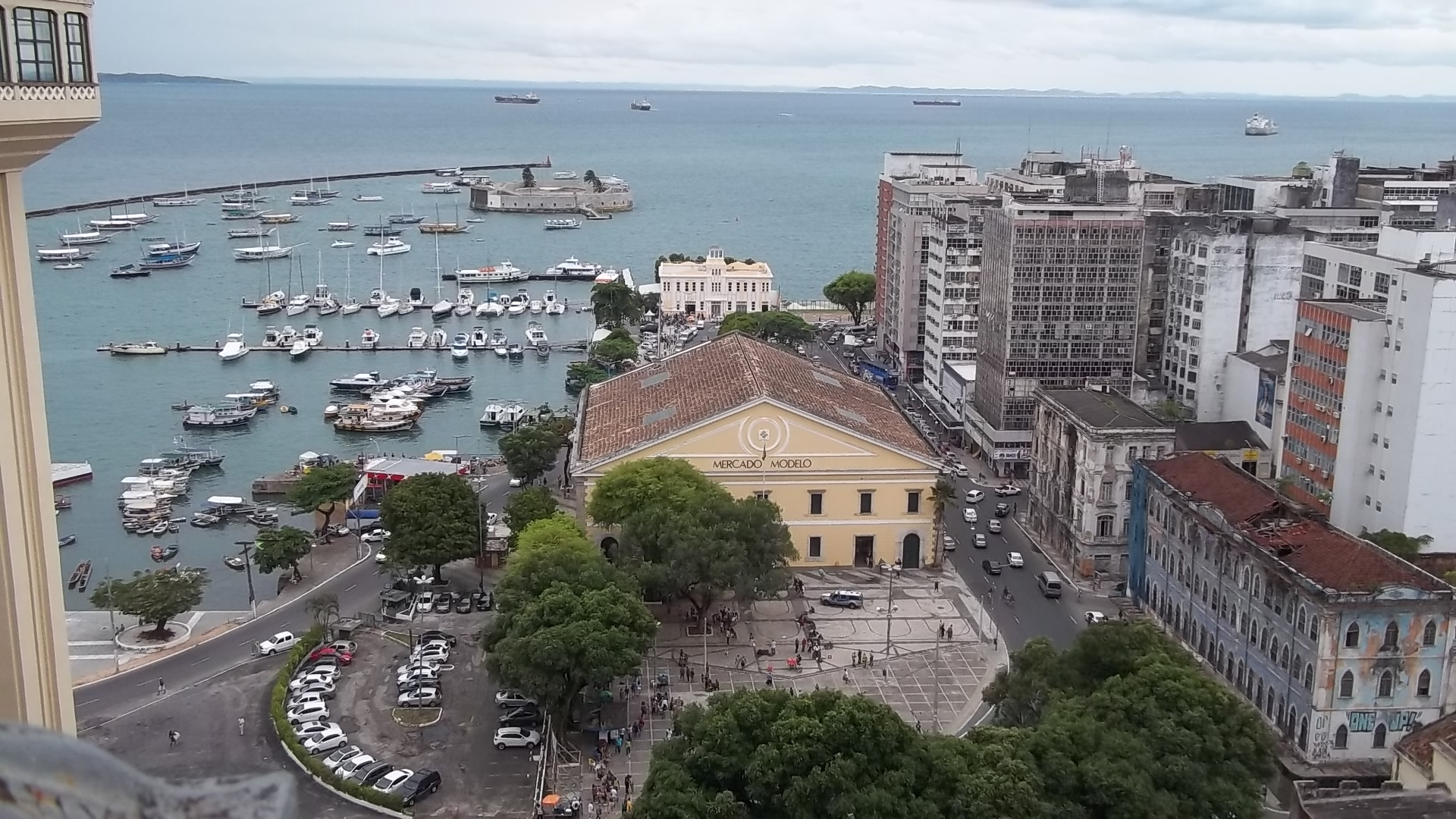
El Mercado Modelo de Salvador de Bahía, visto desde el Elevador Lacerda en la Ciudad Alta, con la vista de la imponente Bahía de Todos los Santos, que dio nombre a la ciudad.

- El Mercado Modelo de Salvador de Bahía, visto desde el Elevador Lacerda en la Ciudad Alta, con la vista de la imponente Bahía de Todos los Santos, que dio nombre a la ciudad.La iglesia de Nuestro señor de Bonfim: iglesia estilo rococó con decoración interior neoclásica. La imagen de Nuestro Señor de Bonfim es la más venerada de Brasil. La Fiesta de Nuestro Señor de Bonfim (Festa de Nosso Senhor do Bonfim) es la más importante de la ciudad tras el Carnaval.

- El Mercado Modelo: En 1861, en la plaza Cairu, fue construido el Edificio de Aduanas, con una rotonda (gran sala circular con una cúpula techo) en la parte final, donde los buques anclaban a dejar su mercancía. En 1971 el mercado comenzó a operar en este edificio, y treinta años después, surgió un imperio en la parte inferior, que se sometió a una reforma. Hoy existen 200 stands con una variedad de piezas de arte y artesanías hechas en Bahía, dos restaurantes, y varios bares que sirven bebidas típicas y aperitivos.

- El Elevador Lacerda: Inaugurado en 1873, este elevador fue diseñado y construido por el hombre de negocios Antônio Francisco de Lacerda. Los cuatro elevadores conectan una distancia de 72 metros entre la plaza Tomé de Souza en la ciudad alta, y la plaza Cairu en la parte baja. En cada recorrido, que tarda 22 segundos, el elevador trasporta 128 personas, funcionando las 24 horas del día.

## Salvador en la actualidad

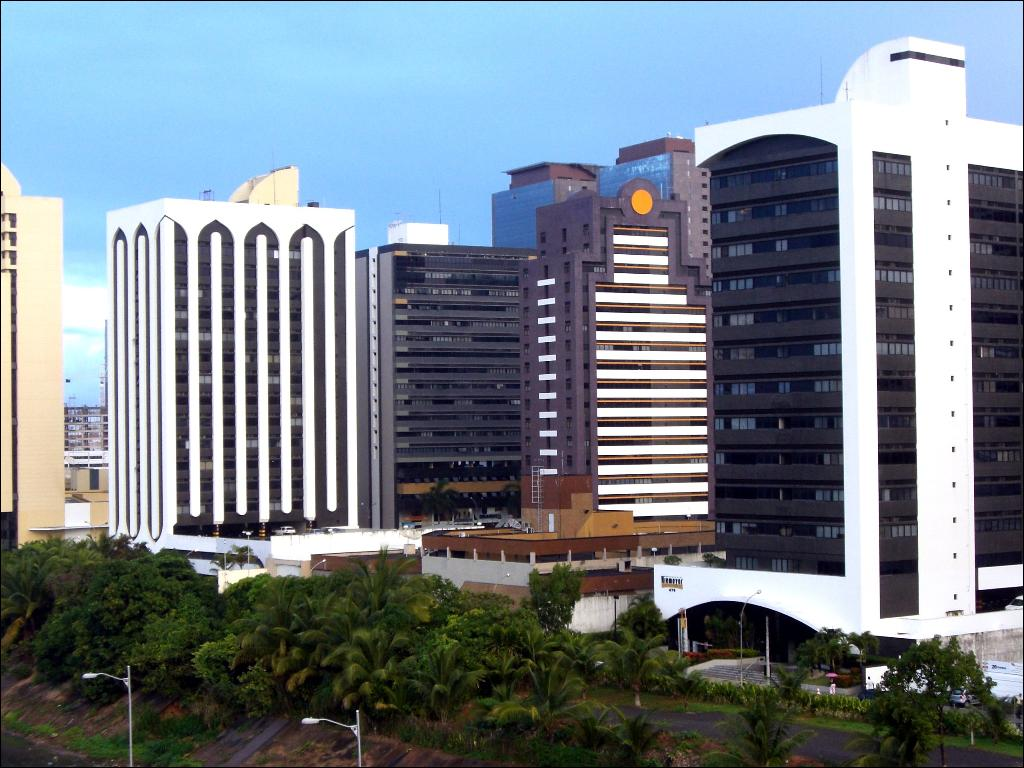
Avenida Tancredo Neves.

Se divide en ciudad alta y ciudad baja, con la catedral y el centro administrativo en la primera. La ciudad aún conserva muchos edificios coloniales, incluyendo la primera catedral de Brasil y la primera facultad de medicina.
Es conocida por la gran influencia cultural africana. La mayor parte de la población proviene de ese continente. Es el centro del Yoruba Candomblé y del baile marcial capoeira, y posee más de 350 iglesias, por lo que se le conoce como la "Roma negra". Más allá de la religión, la influencia africana se extiende a la comida, música (desde el afoxé espiritual, hasta el más popular axé y samba. 
La tasa de alfabetización es del 90%. Salvador es una ciudad bellísima, moderna, llena de actividad, altos y modernos edificios, de gran atractivo turístico y poseedora de un rico patrimonio cultural e histórico, aun así, enfrenta profundas desigualdades sociales, típicas del Brasil. Aproximadamente un tercio de la población vive en barrios pobres donde existen serios problemas de saneamiento y suministro de servicios, otra parte de la población vive en el casco histórico, y el resto, en grandes zonas residenciales, muchas de ellas bastante lujosas (Cercadas de hermosas playas y dotadas de grandes centros comerciales y otros servicios), que se ubican casi siempre próximos al litoral y hacia Lauro de Freitas, donde abundan bellas casas, mansiones y grandes edificios o "Condominios" con piscinas, canchas de tenis y amplios jardines, situación que refleja aún más el drástico contraste social existente en la ciudad.
La ciudad tiene dos universidades públicas: La Universidad Federal de Bahía y la Universidad del Estado de Bahía (que bien tiene sus campus repartidos por todo el estado también posee un campus en la capital). Además en los últimos años de la década de los 90 y principios de los 2000 hubo un "boom" de Universidades y Facultades privadas y son ellas: La Universidad Católica de Salvador (muy tradicional), la Universidad Salvador, la Universidad FACS, la Facultad del ISBA, la Facultad 2 de Julho, el Centro Universitario Jorge Amado, La FTC, entre otras muchas.
Salvador es conocida por sus grandes celebraciones del carnaval. También es un importante destino de turismo, sobre todo el Pelourinho o ciudad vieja, y las playas.

## Geografía

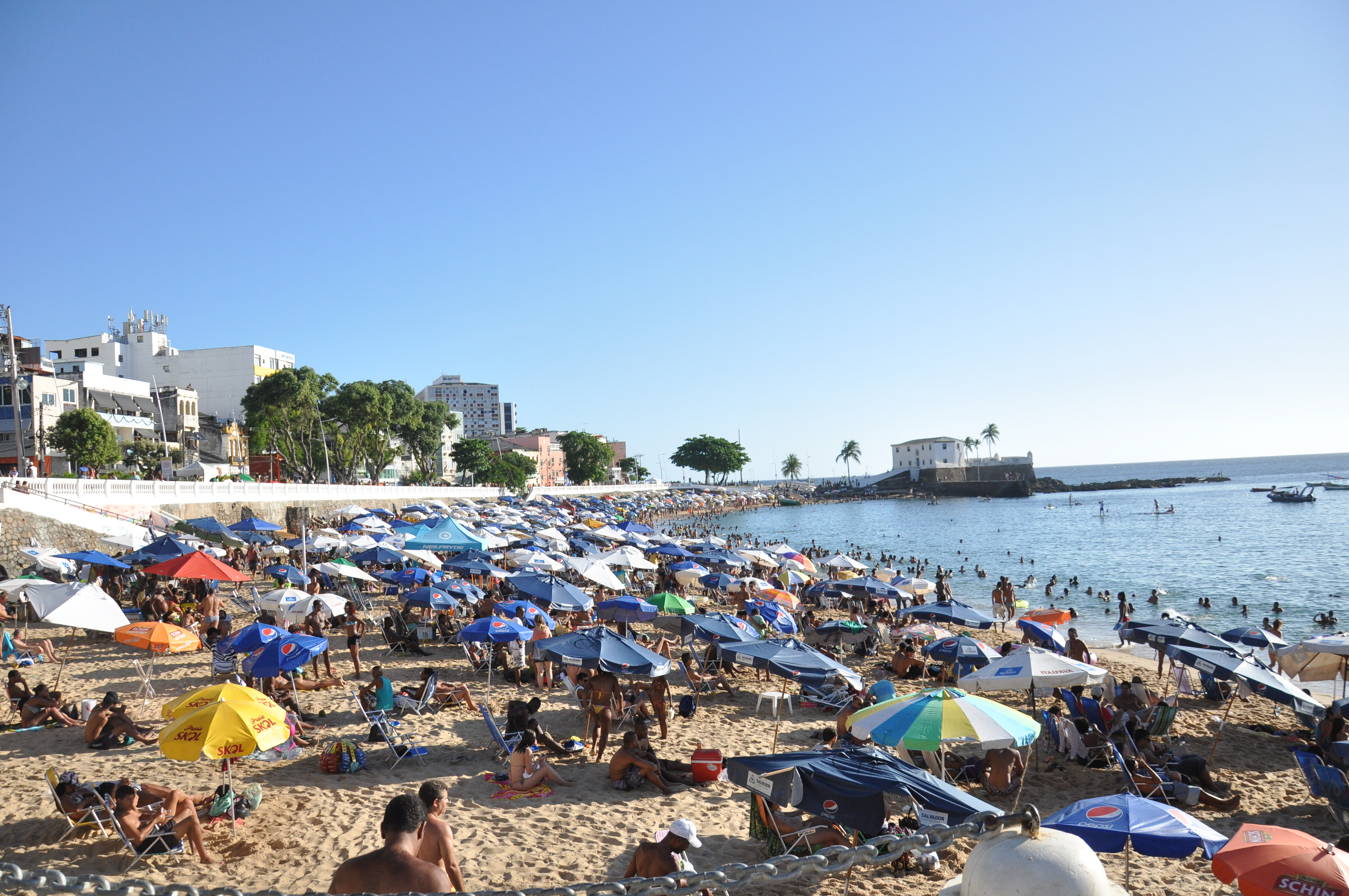
Playas del Porto da Barra, Salvador de Bahía

### Playas
Salvador tiene numerosas playas a lo largo de la costa Atlántica, y la costa de la Bahía de Todos los Santos. Las principales playas urbanas son Itapuan, Pituba, Artistas, y Porto da Barra. 
Las playas de la ciudad atraen tanto a los habitantes locales como a turistas, principalmente debido a la agradable temperatura del agua. Casi todas las playas cuentan con restaurantes típicos situados sobre la arena (chiringuitos), donde se prepara marisco y diversas bebidas, en especial la cerveza servida muy fría. Además, en las playas se pueden encontrar puestos de "bahianas", donde se puede comer el acarajé, un buñuelo de frijol, frito en aceite de palma - comida típica afro-brasileña.

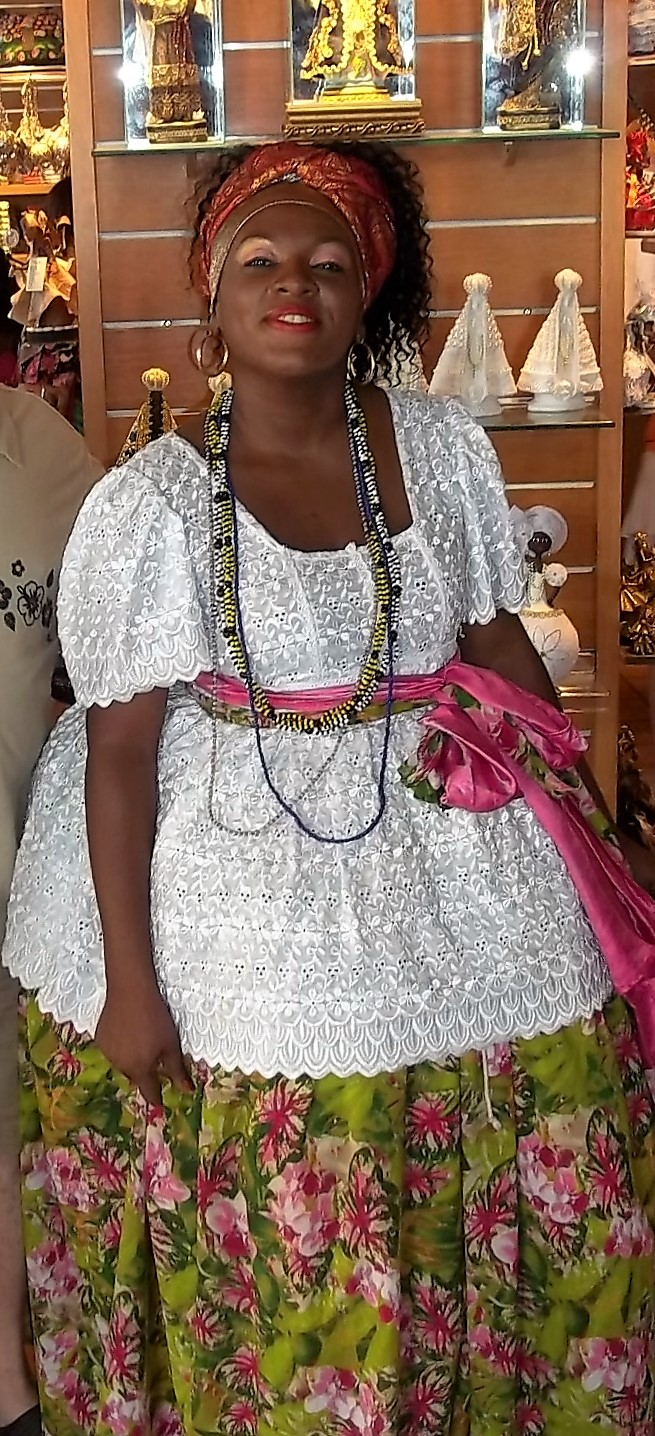
Bahiana vestida de manera típica, en negocio de Salvador de Bahía.

### Clima
Salvador tiene un clima monzónico, cálido, con un nivel de humedad relativamente alto durante el año. Sin embargo, la ciudad no sufre temperaturas extremas debido a la proximidad del océano y los vientos que soplan desde él. Marzo es el mes más caluroso, con máximas de 30 °C y mínimas de 24 °C. Julio experimenta las temperaturas más suaves, con máximas de 26 °C y mínimas de 19 °C. La máxima temperatura registrada en la ciudad de Salvador fue de 34,4 °C el 8 de febrero de 1963 y la temperatura más baja registrada fue de 19,8 °C el 20 de julio de 1966. La forma triangular de la ciudad garantiza unas condiciones de sol privilegiadas (con un promedio de 2.220 horas de exposición al sol anuales), mientras que una suave brisa sopla constantemente.
A diferencia de los terrenos del interior (conocidos como el sertão), las precipitaciones en Salvador son bastante abundantes, con un promedio total anual de 201cm, son más copiosas en mayo con 33cm y, en general, disminuyen hasta llegar a un mínimo de 11 cm en enero. Los ciclones tropicales y los tornados son desconocidos en esta zona, pero el 12 de febrero de 2008, se formó un pequeño F0 en el océano, cerca del barrio de Río Vermelho, y provocó una pequeña tromba marina.
La costa es muy diversa, con playas arenosas, acantilados, manglares y una serie de islas, una de las cuales, Itaparica, incluye una zona de resort.
| Parámetros climáticos promedio de Salvador de Bahía          | Parámetros climáticos promedio de Salvador de Bahía | Parámetros climáticos promedio de Salvador de Bahía | Parámetros climáticos promedio de Salvador de Bahía | Parámetros climáticos promedio de Salvador de Bahía | Parámetros climáticos promedio de Salvador de Bahía | Parámetros climáticos promedio de Salvador de Bahía | Parámetros climáticos promedio de Salvador de Bahía | Parámetros climáticos promedio de Salvador de Bahía | Parámetros climáticos promedio de Salvador de Bahía | Parámetros climáticos promedio de Salvador de Bahía | Parámetros climáticos promedio de Salvador de Bahía | Parámetros climáticos promedio de Salvador de Bahía | Parámetros climáticos promedio de Salvador de Bahía |
| Mes                                                          | Ene.                                                | Feb.                                                | Mar.                                                | Abr.                                                | May.                                                | Jun.                                                | Jul.                                                | Ago.                                                | Sep.                                                | Oct.                                                | Nov.                                                | Dic.                                                | Anual                                               |
| ------------------------------------------------------------ | --------------------------------------------------- | --------------------------------------------------- | --------------------------------------------------- | --------------------------------------------------- | --------------------------------------------------- | --------------------------------------------------- | --------------------------------------------------- | --------------------------------------------------- | --------------------------------------------------- | --------------------------------------------------- | --------------------------------------------------- | --------------------------------------------------- | --------------------------------------------------- |
| Temp. máx. abs. (°C)                                         | 32.8                                                | 33.3                                                | 33.6                                                | 32.8                                                | 31.5                                                | 30.4                                                | 29.6                                                | 31.3                                                | 29.8                                                | 32.2                                                | 32.1                                                | 32.4                                                | 34.3                                                |
| Temp. máx. media (°C)                                        | 29.9                                                | 30                                                  | 30                                                  | 28.6                                                | 26.7                                                | 24.5                                                | 24.2                                                | 24.4                                                | 25.2                                                | 27.1                                                | 28.9                                                | 29                                                  | 28.2                                                |
| Temp. media (°C)                                             | 26.4                                                | 26.5                                                | 26.6                                                | 26.2                                                | 24.2                                                | 22.3                                                | 21.7                                                | 21.6                                                | 22.3                                                | 24.1                                                | 25.5                                                | 25.9                                                | 25.3                                                |
| Temp. mín. media (°C)                                        | 23.6                                                | 23.7                                                | 23.9                                                | 23.7                                                | 21.9                                                | 20.0                                                | 19.4                                                | 19.2                                                | 19.7                                                | 21.5                                                | 22.9                                                | 23.2                                                | 22.7                                                |
| Temp. mín. abs. (°C)                                         | 20                                                  | 20.7                                                | 20.8                                                | 20.7                                                | 20.2                                                | 18.7                                                | 19                                                  | 19                                                  | 19.5                                                | 20                                                  | 16.2                                                | 20                                                  | 16.2                                                |
| Lluvias (mm)                                                 | 8.0                                                 | 12.0                                                | 31.6                                                | 69.7                                                | 109.9                                               | 123.7                                               | 145                                                 | 127.4                                               | 102                                                 | 54.9                                                | 27.1                                                | 12.8                                                | 824.1                                               |
| Días de lluvias (≥ 1 mm)                                     | 10                                                  | 13                                                  | 16                                                  | 17                                                  | 20                                                  | 19                                                  | 20                                                  | 15                                                  | 12                                                  | 10                                                  | 11                                                  | 10                                                  | 173                                                 |
| Horas de sol                                                 | 245.6                                               | 226.4                                               | 231.1                                               | 189.7                                               | 174.3                                               | 167.2                                               | 181.2                                               | 202.6                                               | 211.4                                               | 228                                                 | 213.6                                               | 224.7                                               | 2495.8                                              |
| Humedad relativa (%)                                         | 79.4                                                | 79                                                  | 79.8                                                | 82.2                                                | 83.1                                                | 82.3                                                | 81.5                                                | 80                                                  | 79.6                                                | 80.7                                                | 81.5                                                | 81.1                                                | 80.9                                                |
| Fuente: Brazilian National Institute of Meteorology (INMET). |                                                     |                                                     |                                                     |                                                     |                                                     |                                                     |                                                     |                                                     |                                                     |                                                     |                                                     |                                                     |                                                     |

### Vegetación

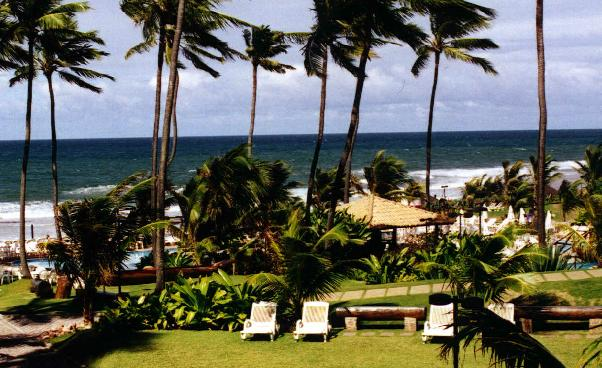
Cocoteros en Salvador.

Salvador se encuentra en una región de bosques tropicales. Las selvas de Salvador de Bahía se caracterizan por altos niveles de precipitación y los niveles anuales normales oscilan entre 2000 mm y 1700 mm. Como resultado del clima de la región, Salvador y la región circundante posee una diversa selección de plantas tropicales.
Hay varias características comunes de los árboles de la selva tropical. Las especies de selva tropical a menudo poseen uno o más atributos no comunes a los árboles de latitudes más altas o árboles en condiciones más secas de la misma latitud. Más aislados de otros grandes bloques de selva tropical en América del Sur, la Mata Atlántica tiene una muy diversa y única mezcla de vegetación y tipos de bosques.
Con casi 950 tipos distintos de aves, existen muchas especies únicas como el paujil piquirrojo, el pato serrucho brasileño y numerosas especies de loros amenazados. Este punto caliente es también el hogar de 20.000 tipos diferentes de árboles, la mitad de los cuales no se encuentran en ninguna otra parte.

## Demografía

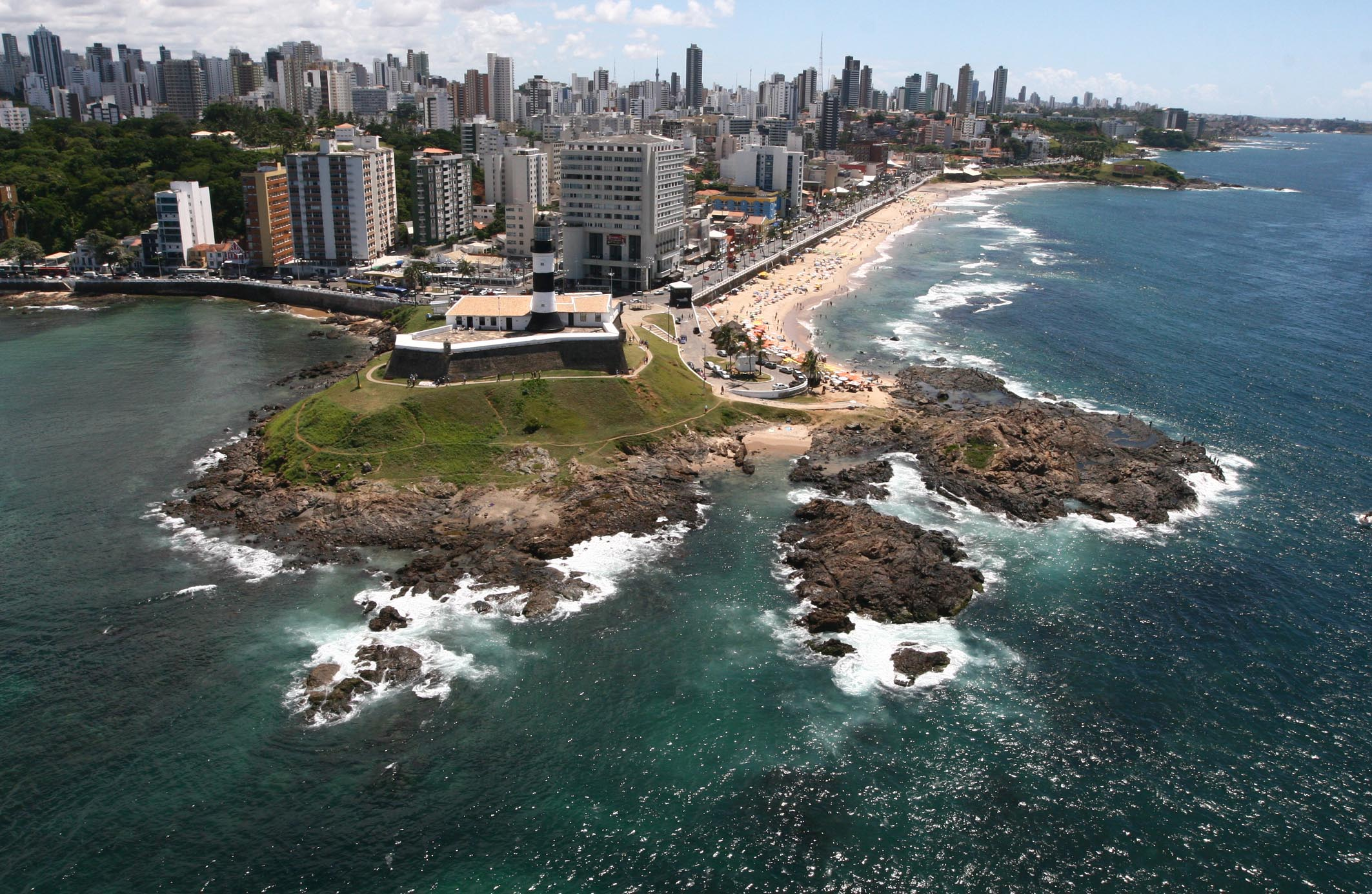
Faro de la Barra, en Salvador de Bahía, primera capital del Brasil.

### Población Histórica
En la actualidad, con alrededor de 2,8 millones de habitantes la ciudad de Salvador de Bahía se convierte en la cuarta ciudad más poblada de Brasil (después de São Paulo, Río de Janeiro y Brasilia).
| Población Histórica del municipio Salvador de Bahía | Población Histórica del municipio Salvador de Bahía | Población Histórica del municipio Salvador de Bahía |
| Año                                                 | Habitantes                                          | Fuente                                              |
| --------------------------------------------------- | --------------------------------------------------- | --------------------------------------------------- |
| 1872                                                | 129 109                                             | Censo brasileño de 1872                             |
| 1890                                                | 174 412                                             | Censo brasileño de 1890                             |
| 1900                                                | 205 813                                             | Censo brasileño de 1900                             |
| 1920                                                | 283 422                                             | Censo brasileño de 1920                             |
| 1940                                                | 290 443                                             | Censo brasileño de 1940                             |
| 1950                                                | 417 235                                             | Censo brasileño de 1950                             |
| 1960                                                | 655 735                                             | Censo brasileño de 1960                             |
| 1970                                                | 1 027 142                                           | Censo brasileño de 1970                             |
| 1980                                                | 1 531 242                                           | Censo brasileño de 1980                             |
| 1991                                                | 2 072 058                                           | Censo brasileño de 1991                             |
| 2000                                                | 2 440 828                                           | Censo brasileño de 2000                             |
| 2010                                                | 2 675 656                                           | Censo brasileño de 2010                             |
| 2019                                                | 2 871 560                                           | Estimaciones del IBGE                               |

### Electorado
Salvador posee el tercer mayor colegio electoral de Brasil, detrás de São Paulo y Río de Janeiro, contando con aproximadamente con 1,8 millones de electores.

### Religión
En cuanto a religión, el 59,66 % son miembros de la Iglesia católica, el 8,09 % de iglesias evangélicas pentecostales, el 5.40 % de iglesias evangélicas misioneras, el 2.36 % de los Testigos de Jehová, el 2.22 % espiritistas, el 1.52 % de la Iglesia Católica Apostólica Brasileña, y el 1.87 % afirma no tener afiliación religiosa.

### Crecimiento demográfico

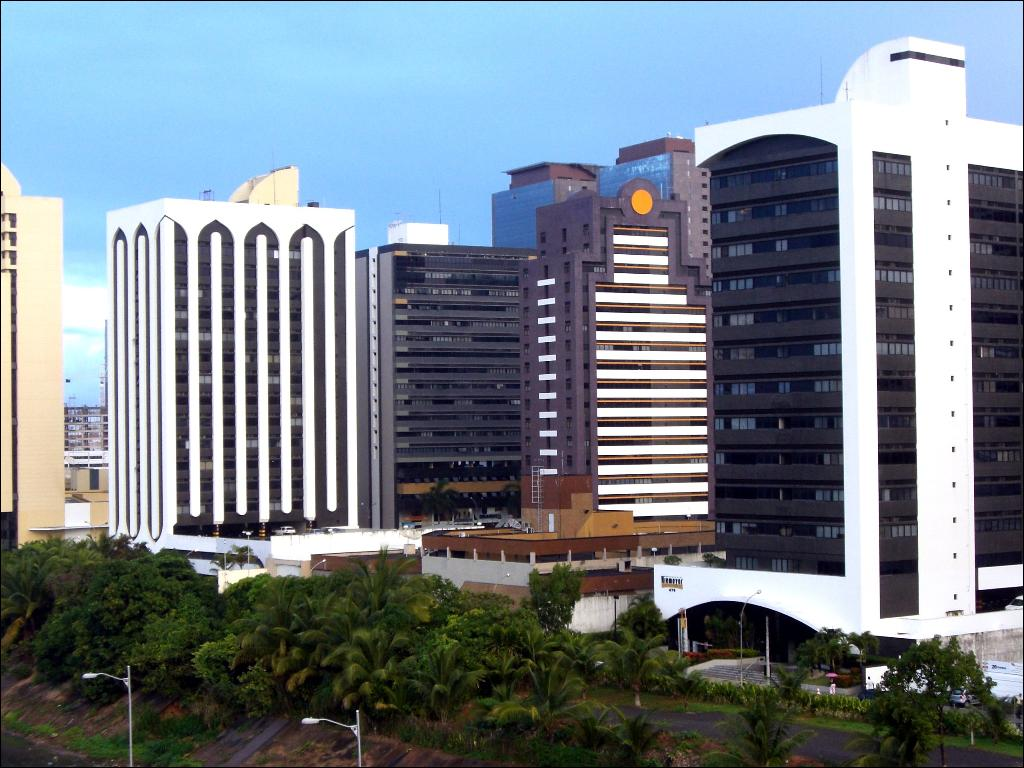
La avenida Tancredo Neves, calle en el centro de business de la ciudad

Para 1890, Salvador era la segunda ciudad brasileña más poblada, superada únicamente por Río de Janeiro. Sin embargo, para 1940 había caído al cuarto lugar, siendo alcanzada por Recife y São Paulo. Durante esos cincuenta años, la tasa de crecimiento anual había sido de 1 % en promedio. Pocas industrias nuevas se establecieron en estas décadas, ya que los inversionistas prefirieron ciudades más al sur. A partir de 1940, hasta 1960, la ciudad empezó a experimentar el crecimiento de nuevo, en gran parte debido al éxodo rural. Entre 1950 y 1970 la ciudad experimentó una nueva ola de industrialización, que generó 80 mil empleos nuevos, aunque la mayoría de la población continuó viviendo en la pobreza.
Entre 1960 y 2000, la población de Salvador se cuadruplicó, alcanzando su mayor ritmo de crecimiento anual (4,4 %) entre 1960 y 1970. Este ritmo ha decrecido en los últimos años, reportándose una tasa de crecimiento anual de 1,8 % en la década de los 90. Para el 2020, se espera que 3.060.540 de personas vivan en Salvador.
En 1980, el número de ocupantes por domicilio era de 5 personas, para el 2000, se había reducido a 3,2 personas.
| Evolución de la población de Salvador de Bahía |
| --- |
| |
| Fuente: Prefeitura Municipal de Salvador. «A população de Salvador». Archivado desde el original el 27 de marzo de 2009. Consultado el 24 de marzo de 2009. (Datos 1960 a 2000) |

## Economía

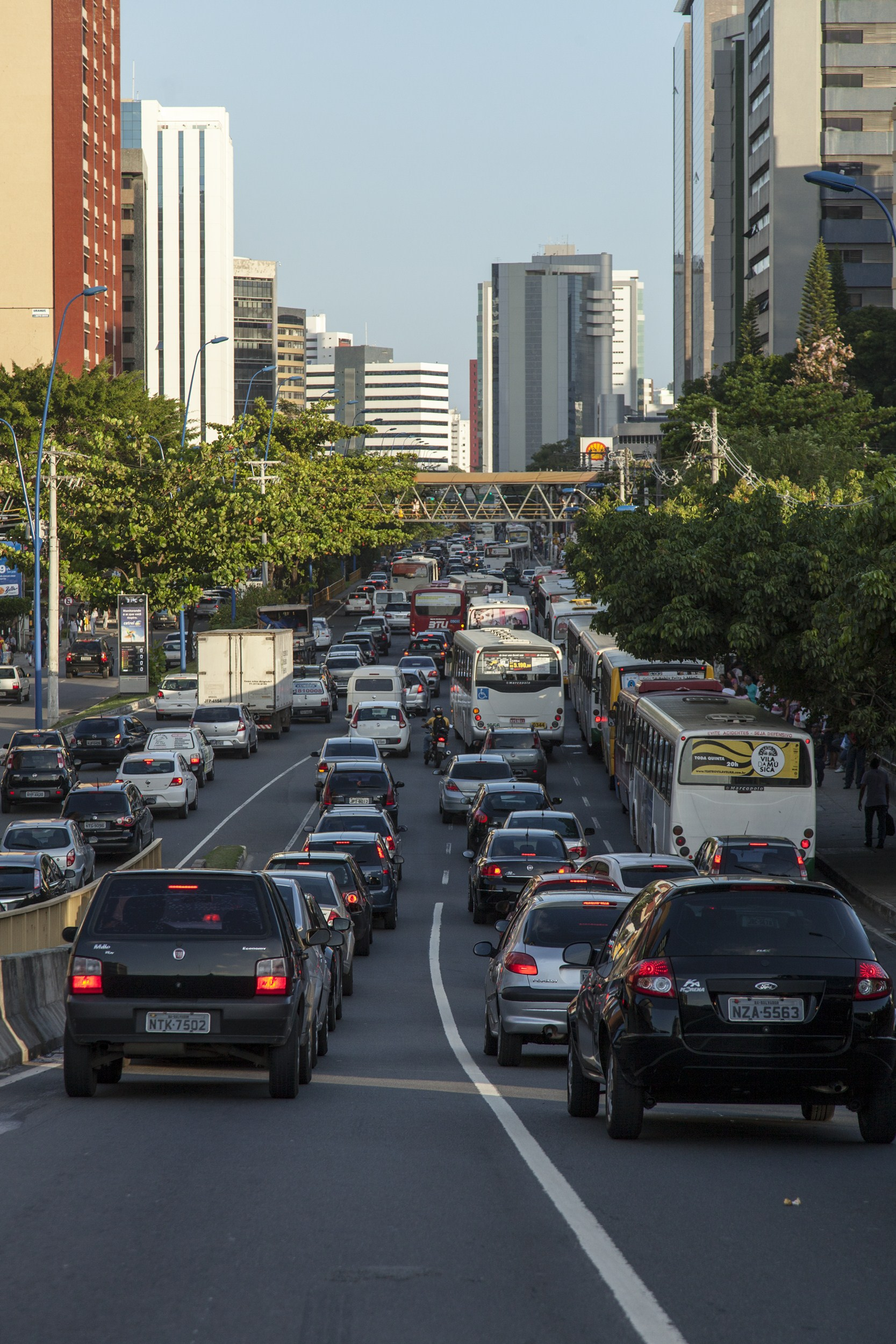
Avenida Tancredo Neves

Salvador es el segundo destino turístico más popular en Brasil, después de Río de Janeiro. El turismo y la actividad cultural son importantes fuentes de empleos e ingresos, fomentando las artes y la preservación del patrimonio artístico y cultural. Los puntos de interés más importantes son el famoso distrito de Pelourinho (llamado evocando a la picota colonial que existió alguna vez allí), sus históricas, y sus platas. La infraestructura turística de Salvador está considerada una de las más modernas de Brasil, especialmente en términos de hoteles y afines. La ciudad ofrece alojamiento para todos los gustos y las normas, desde albergues juveniles hasta hoteles internacionales. La construcción es una de las actividades más importantes en la ciudad, y muchas compañías desarrolladoras, tanto nacionales como internacionales (principalmente de España, Portugal e Inglaterra) está invirtiendo en la ciudad y la zona litoral bahiana.
Ford Motor Company posee una planta en la Región Metropolitana de Salvador, en la ciudad de Camaçari, en la que se ensamblan los modelos Ford EcoSport y Ford Fiesta.

En diciembre de 2001, la compañía Monsanto inauguró, en el Polo Petroquímico de Camaçari, en la Región Metropolitana de Salvador, la primera planta de la compañía dedicada a la producción de materias primas para el herbicida Roundup en Sudamérica. La inversión fue equivalente a 500 millones de US$, de los cuales se utilizaron US$ 350 millones en la fase inicial. La Planta Camaçari es la unidad más grande de Monsanto fuera de Estados Unidos y la única dedicada a la producción de materia prima para dicho producto. La compañía comenzó los trabajos civiles para la nueva planta en enero de 2000. 

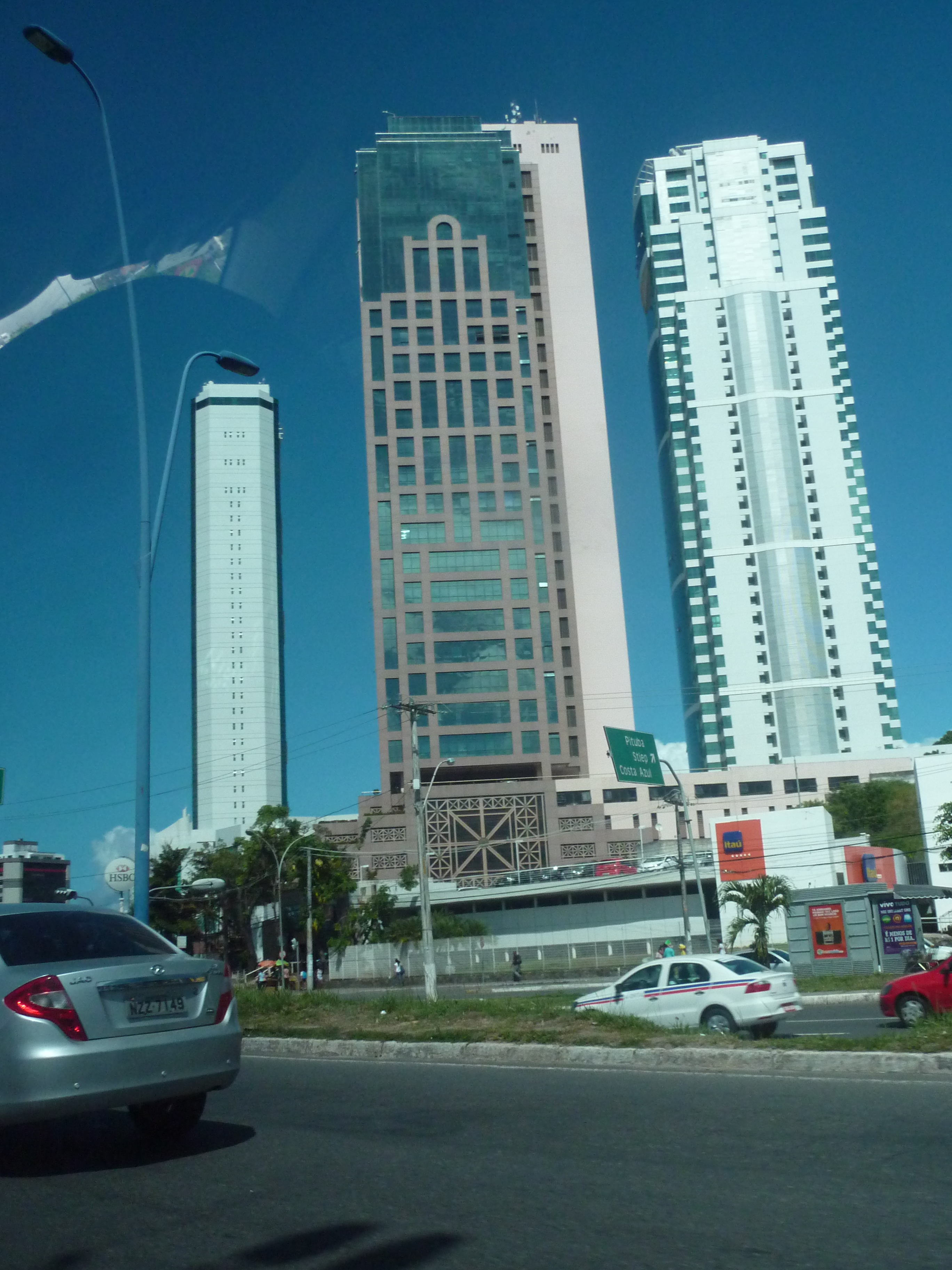
Avenida Tancredo Neves

El área de la unidad es de 631 000 metros cuadrados, incluyendo 200 000 metros cuadrados de área construida. Luego de completar las dos fases, empleará 1400 personas, de los cuales 350 serán trabajadores directos y 1050 trabajadores indirectos. Con su planta en operación, Monsanto produce US$ 350 millones para la economía brasileña, evitando la importación de US$ 150 millones de dólares en concepto de materia prima.
El PBI de la ciudad era de R$ 61.102.372,82 en 2016. El séptimo de Brasil en el año.
El ingreso per cápita de la ciudad era de R$ 20.796,62 en 2016.

## Administración y gobierno municipal

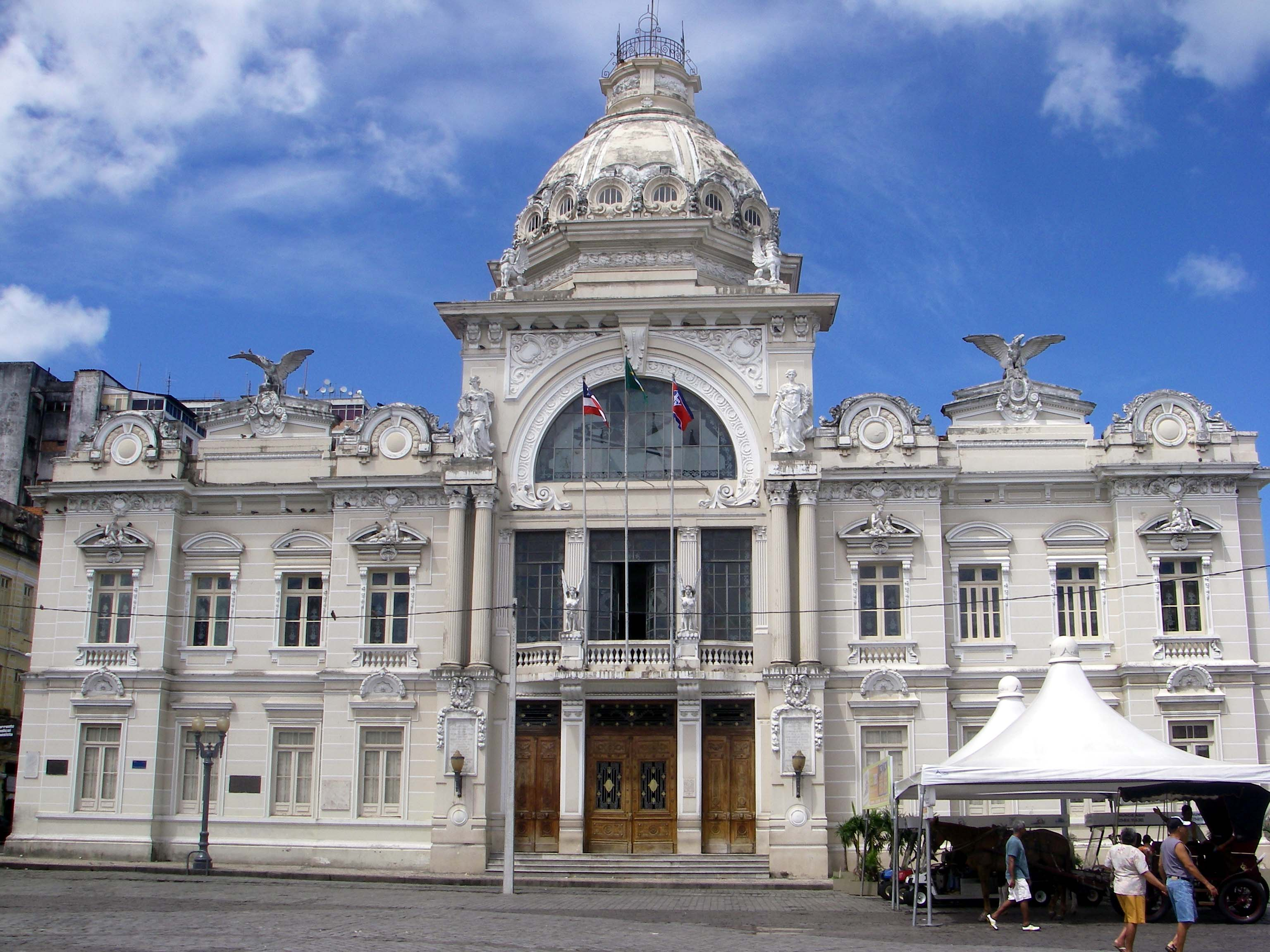
Palacio de Gobierno.

El primer gobernador de Brasil, Thomé de Souza, residió en Salvador desde 1549. El edificio en el que vivió fue reedificado en 1919, cuando se le dio su nombre actual: Palácio Rio Branco (Palacio Río Blanco). Hoy es la sede de la Fundación Pedro Calmon del Estado de Bahía y del Monumento del Gobernador. Actualmente el gobernador reside en el Palácio de Ondina. La ciudad acoge a 20 consulados (la mayoría de América y Europa)
La ciudad es gobernada por un prefecto que hace las veces de alcalde (en portugués prefeito). El actual, desde 2021, es Bruno Reis, perteneciente al Unión Brasil. La ciudad posee también una cámara con 41 diputados municipales (en portugués vereadores cuya traducción es concejales), que sesionan en la Cámara Municipal de Salvador. Su sede es una estructura construida aproximadamente en 1660. La ciudad es también hogar de varias asociaciones que se proponen mejorar la calidad de vida de los barrios, recibiendo el apoyo bajo la responsabilidad del prefecto, y de otros trabajos. También alberga a la asociaciones de los Moradores de la Barra, la Asociación de Moradores y Amigos del Centro Histórico, la Asociación de Moradores de Villa Galícia e Iparinga, la Asociación de Condominios y Moradores del Alto de Itaigara, la Asociación de Moradores y Amigos de Imbuí, la Asociación de Moradores y Amigos de Río Vermelho y la Asociación de Moradores de Graça, entre muchas otras.

### Área metropolitana
El área metropolitana de Salvador, popularmente conocida como "Gran Salvador", está compuesta por 12 municipios: Camaçari, Candeias, Dias d'Ávila, Itaparica, Lauro de Freitas, Madre de Deus, Mata de São João, Salvador, São Francisco do Conde, São Sebastião do Passé, Simões Filho y Vera Cruz. Cuenta con 3.767.902 habitantes. Actualmente, es el área metropolitana más populosa del Noreste brasileño, la quinta entre las brasileñas (IBGE/2008) y la 111 a nivel mundial (proyecciones para el 2008).

## Transportes

### Aeropuerto internacional

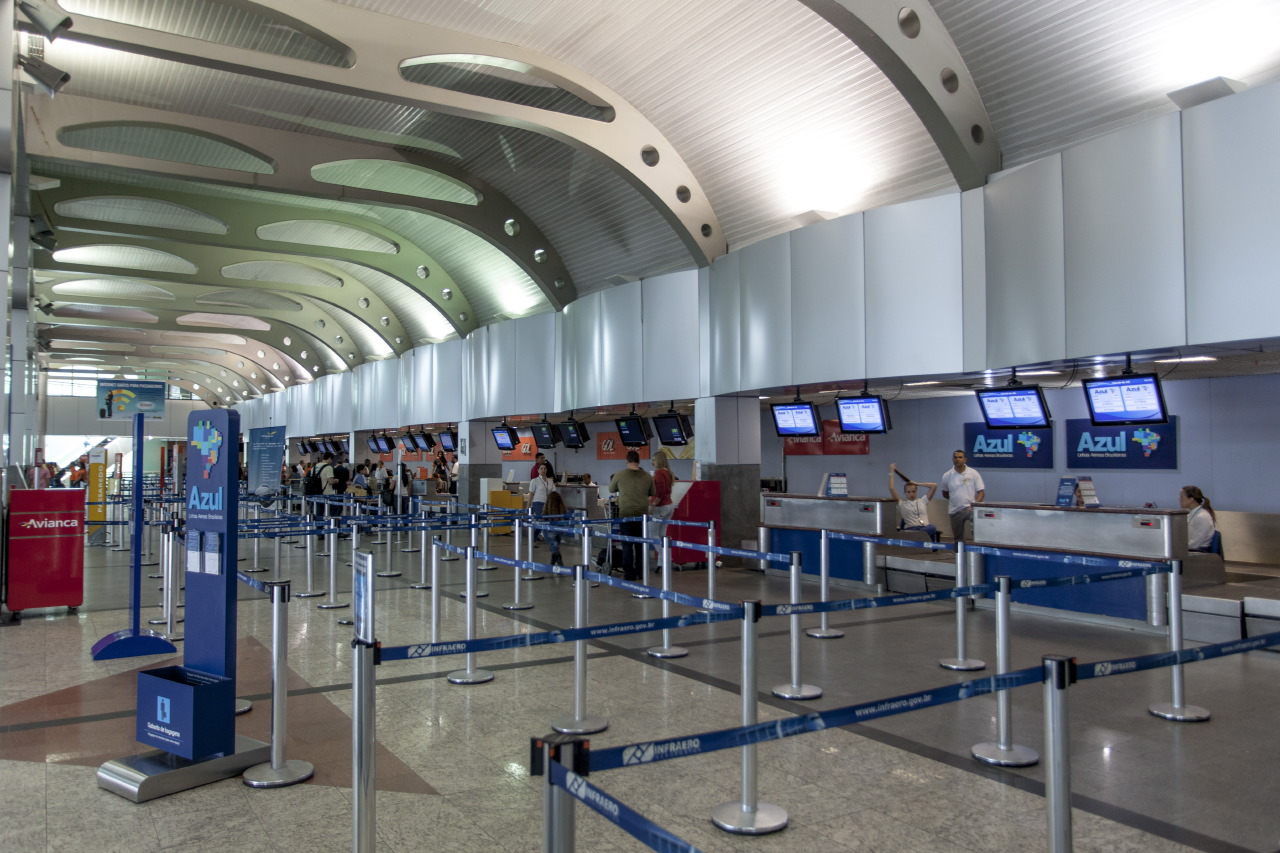
Salvador Bahía Airport, del aglomerado francés Vinci Airports.

El Aeropuerto internacional Luís Eduardo Magalhães está localizado en un área de más de 6 millones de metros cuadrados entre dunas de arena y la vegetación nativa. El aeropuerto se encuentra 20 km al norte de la Ciudad Baja y el camino hasta allí se ha tornado en una de las atracciones más importantes de la ciudad. En 2015, el aeropuerto manejaba cerca de 9 millones de pasajeros, convirtiéndose en el 7° aeropuerto más concurrido de Brasil en términos de pasajeros. El uso del aeropuerto ha estado creciendo en un incremento del 14% por año y es ahora encarga del 30% del traslado de pasajeros en el Nordeste de Brasil. Cerca de más de 50 mil personas circulan a diario por la terminal de pasajeros. El aeropuerto genera más de 20 000 empleos, de dependencia directa e indirecta, para servir a un promedio diario de más de 10 mil pasajeros, 250 despegues y aterrizajes de 100 vuelos nacionales y 16 internacionales. Los autobuses entre el centro de la ciudad y el aeropuerto son bastante más frecuentes y baratos que los taxis. Van también a Rodoviária, la terminal de buses, la estación de buses más importante de la ciudad localizada a 5 km del centro de la ciudad.
Existen buenos cafés y restaurantes de comida rápida en el aeropuerto. Un bar ofrece bebidas alcohólicas y gaseosas. Hay varios centros comerciales en el edificio de la terminal, que venden una variedad de ítems, incluyendo ropa de moda, joyería, suvenires y libros y revistas, como también existe una farmacia. 

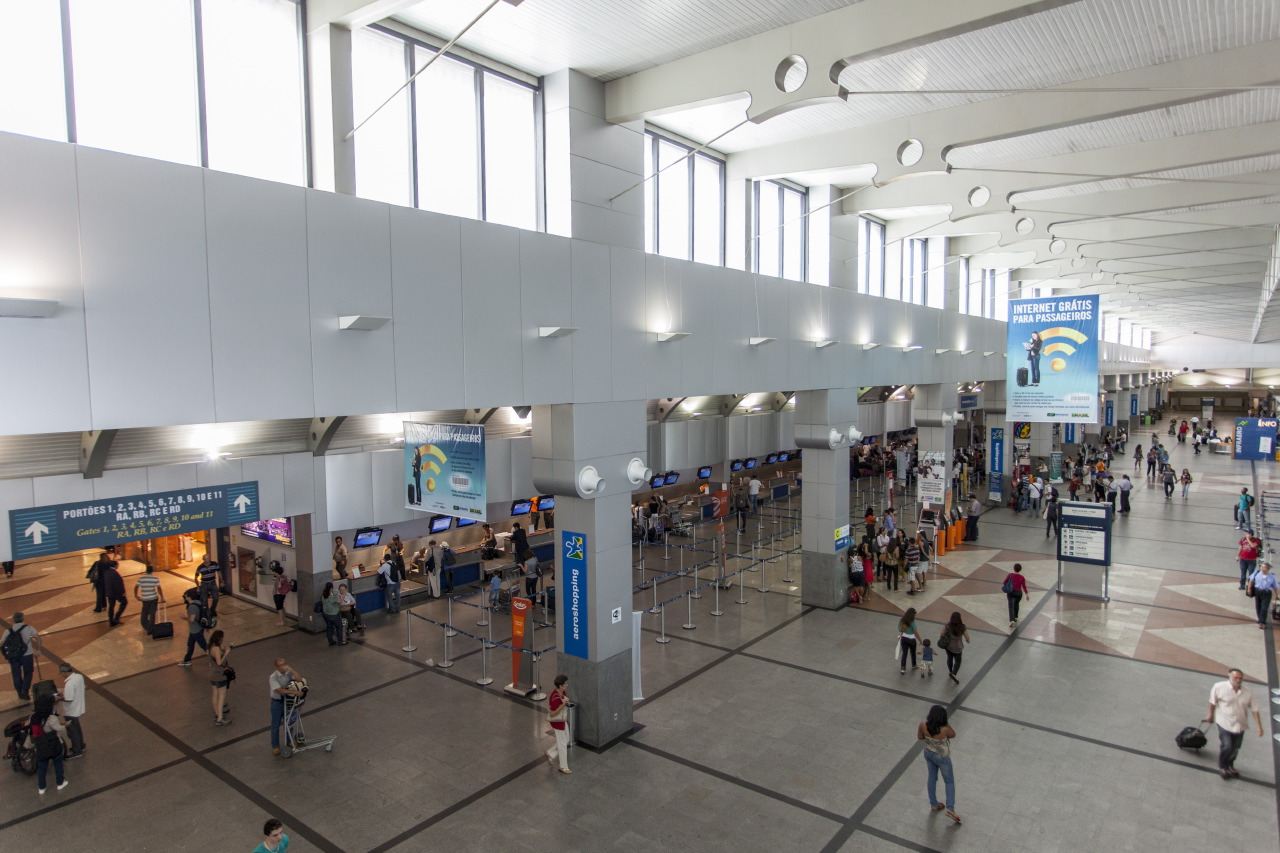
Salvador Bahía Airport, del aglomerado francés Vinci Airports.

El estacionamiento del aeropuerto, localizado cerca de la terminal, posee espacio para 600 automóviles. Sumándose a los servicios domésticos y regionales, el aeropuerto tiene vuelos constantes a Miami, Madrid, Fráncfort, Lisboa, Londres, Montevideo, Santiago de Chile, Buenos Aires, Isla del Sal y Asunción... Su código aeroportuario es SSA.

### Transporte acuático
Por ser una ciudad costera, es muy común la utilización de transbordador, contando, inclusive, con algunas rutas hacia la Isla de Itaparica. La Compañía Docas do Estado da Bahia, la Compañía de Navegación Bahiana y el Circuito Náutico de Bahía son las principales responsables de este transporte.

### Transporte ferroviario

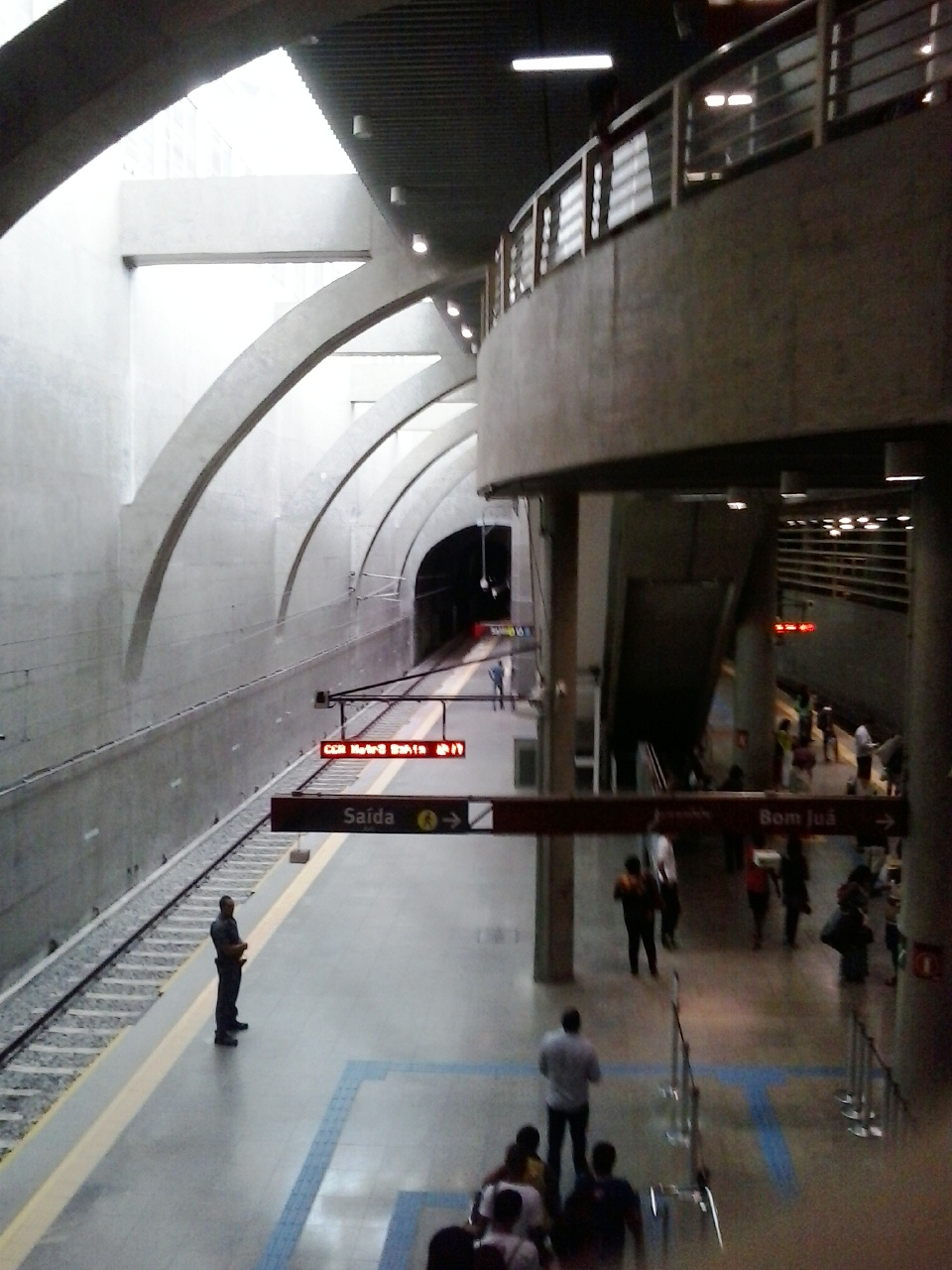
Estación Lapa en el centro viejo.

La CCR METRÔ BAHIA es responsable por el "Sistema Metroviário de Salvador e Lauro de Freitas" del transporte ferroviario en el área metropolitana. El Metro de Salvador tiene 33 km ahora en uso y 20 estaciones, y cuando terminen las obras, quedará constituido por 23 estaciones y 42,1 km de extensión, transportando aproximadamente más 400 mil usuarios al día. Es uno de los más modernos de Brasil actualmente.

### Autobuses
Salvador cuenta con transportes intermunicipales que conducen a las ciudades del interior del estado y colectivos que circulan por toda el área metropolitana. Estos cuentan con una terminal central de autobuses.

### Caminos y elevador
El Elevador Lacerda, los Planos Inclinados Gonçalves, la Calzada Pilar y Libertad son las vías de comunicación que conectan la Ciudad Alta con la Ciudad Baja.

### Tranvía

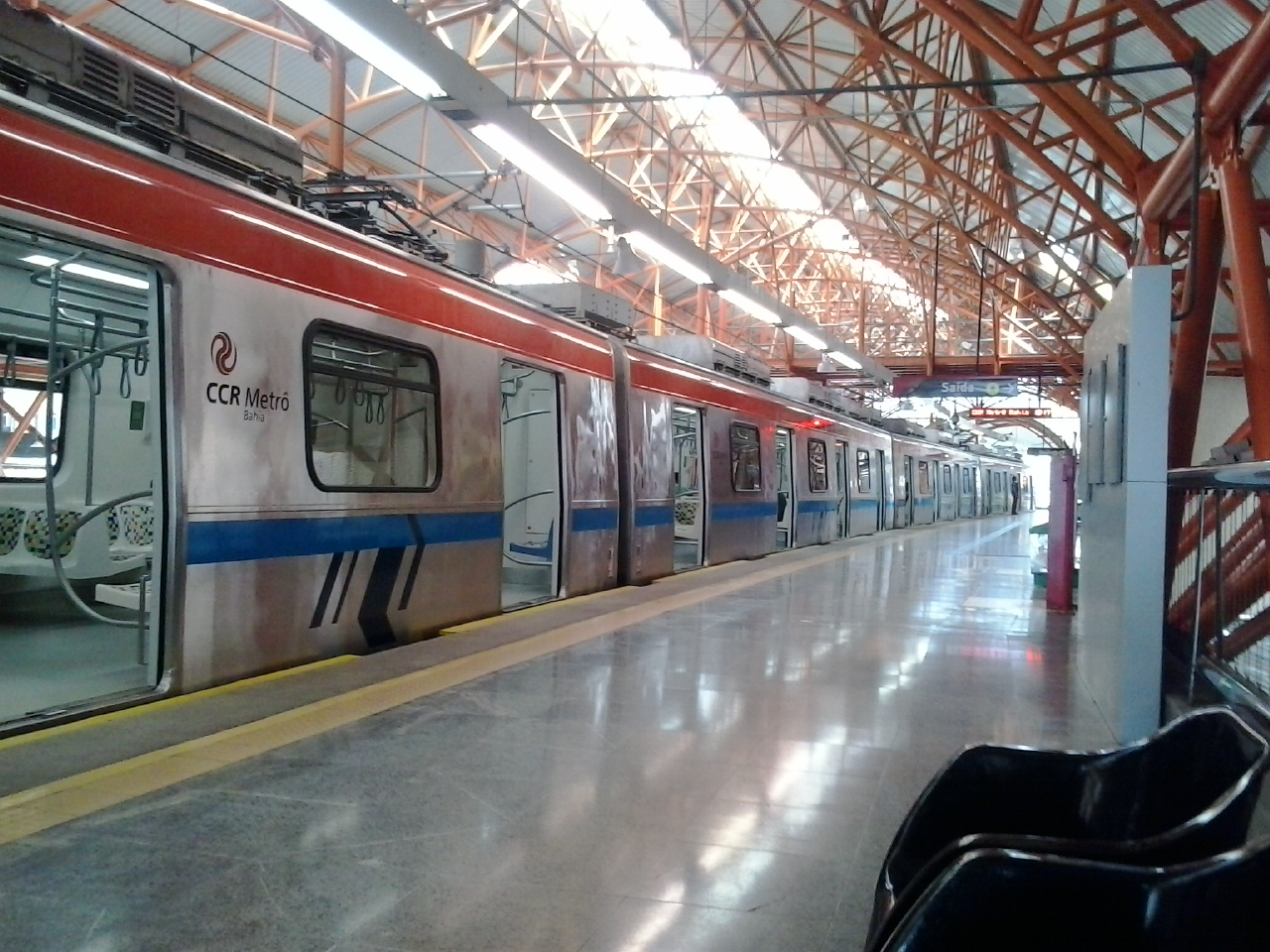
Así es uno de los trenes del metro de Salvador.

El tranvía fue uno de los primeros sistemas de transporte público de Salvador. En 1929, existían dos sistemas en la ciudad. El que operaba en la ciudad baja era controlado por la municipalidad, mientras que el que operaba en la ciudad alta era operado por la Companhia Linha Circular (CLC), propiedad de Eduardo Guinle. En mayo de 1929, el sistema privado fue vendido al conglomerado estadounidense Electric Bond & Share Company; que también adquirió el derecho de operar el sistema municipal.
En 1930, los soteropolitanos protestaron contra el mal servicio del tranvía y las altas tarifas, e incendiaron unas sesenta unidades. Sin embargo, los problemas persistieron durante la administración estadounidense; que duró hasta 1955, cuando la municipalidad recuperó el control del servicio. En 1959, el tranvía fue reemplazado por el trolebús en la ciudad baja, mientras que en la ciudad alta, más comercial, fue eliminando completamente en 1960. Desde entonces, el autobús ha sido el transporte público preferido por los habitantes de Salvador.

## Problemas sociales
A pesar de ser una de las capitales más ricas de la región Noreste y situarse entre las primeras de Brasil, algunos indicadores relativizan esa riqueza. El IDH se puede reducir a los mismos niveles que en África o aumentar a los niveles de Europa, dependiendo del barrio o de la región de la ciudad a considerar. De acuerdo con el PNUD, el IDH-M de "Itaigara" es de 0,971, de "Caminho das Árvores-Iguatemi" es de 0,968, de "Caminho das Árvores/Pituba-Rodoviária" y de "Loteamento Aquárius" es de 0,968, de "Brotas-Santiago de Compostela" es de 0,968 y de "Pituba-Avenida Paulo VI" e "Parque Nossa Senhora da Luz" son de 0,965; todos estos iguales o aún mayores que los de Noruega, líder mundial desde hace seis años. En cambio, áreas como la "Zona Rural-Areia Branca" y "CIA Aeroporto-Ceasa" presentan un índice de (0,652), "Coutos-Fazenda Coutos" y "Felicidade" de (0,659) y "Bairro da Paz/Itapuã-Parque de Exposições" de (0,664) presentando índices menores que países como Sudáfrica, Guinea Ecuatorial y Tayikistán, localizados en África y Asia Central.
El estado de Bahía tiene la tasa de homicidios más alta de todo el Brasil, y Salvador es considerada la decimocuarta ciudad más violenta del mundo.

## Cultura

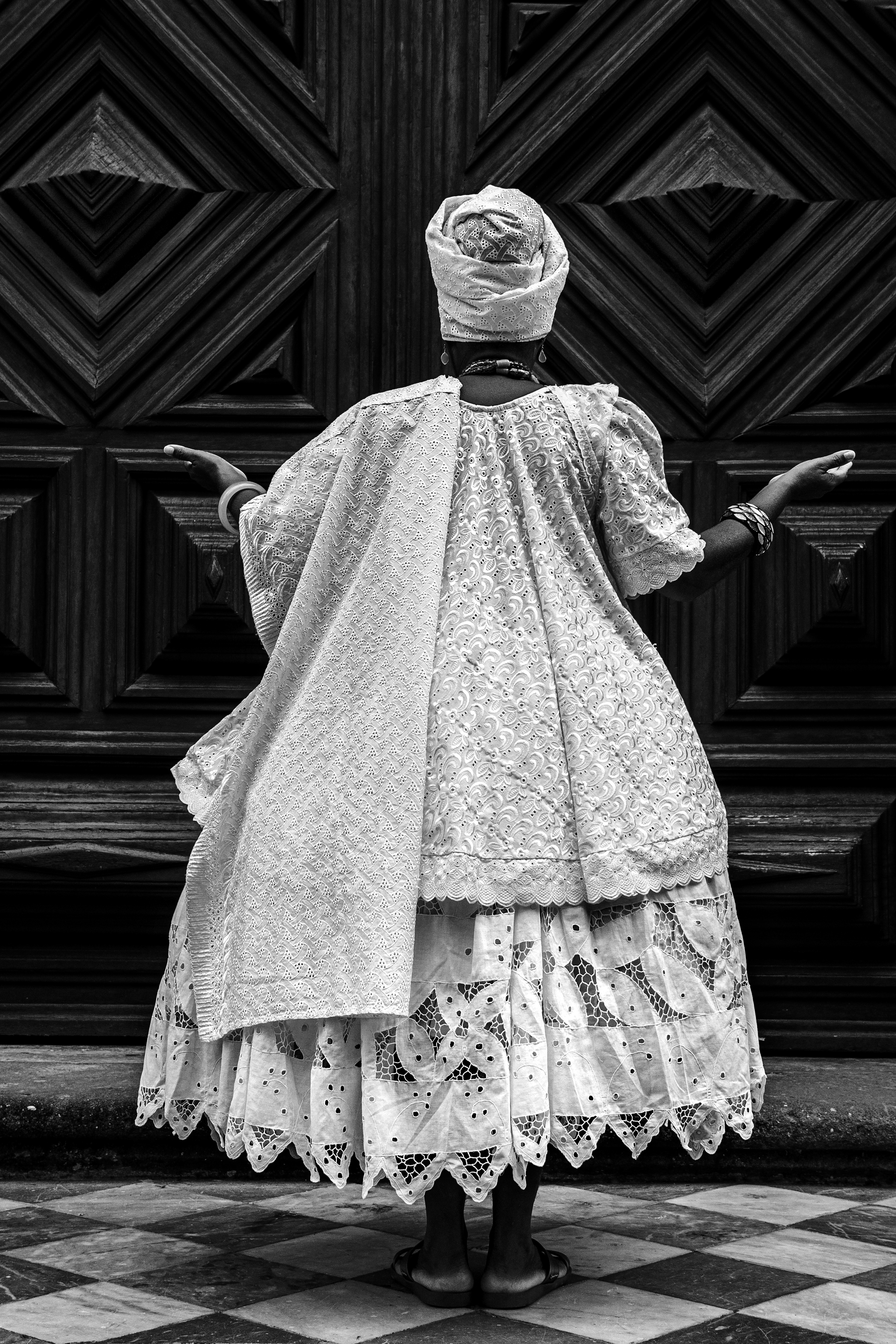
Baiana

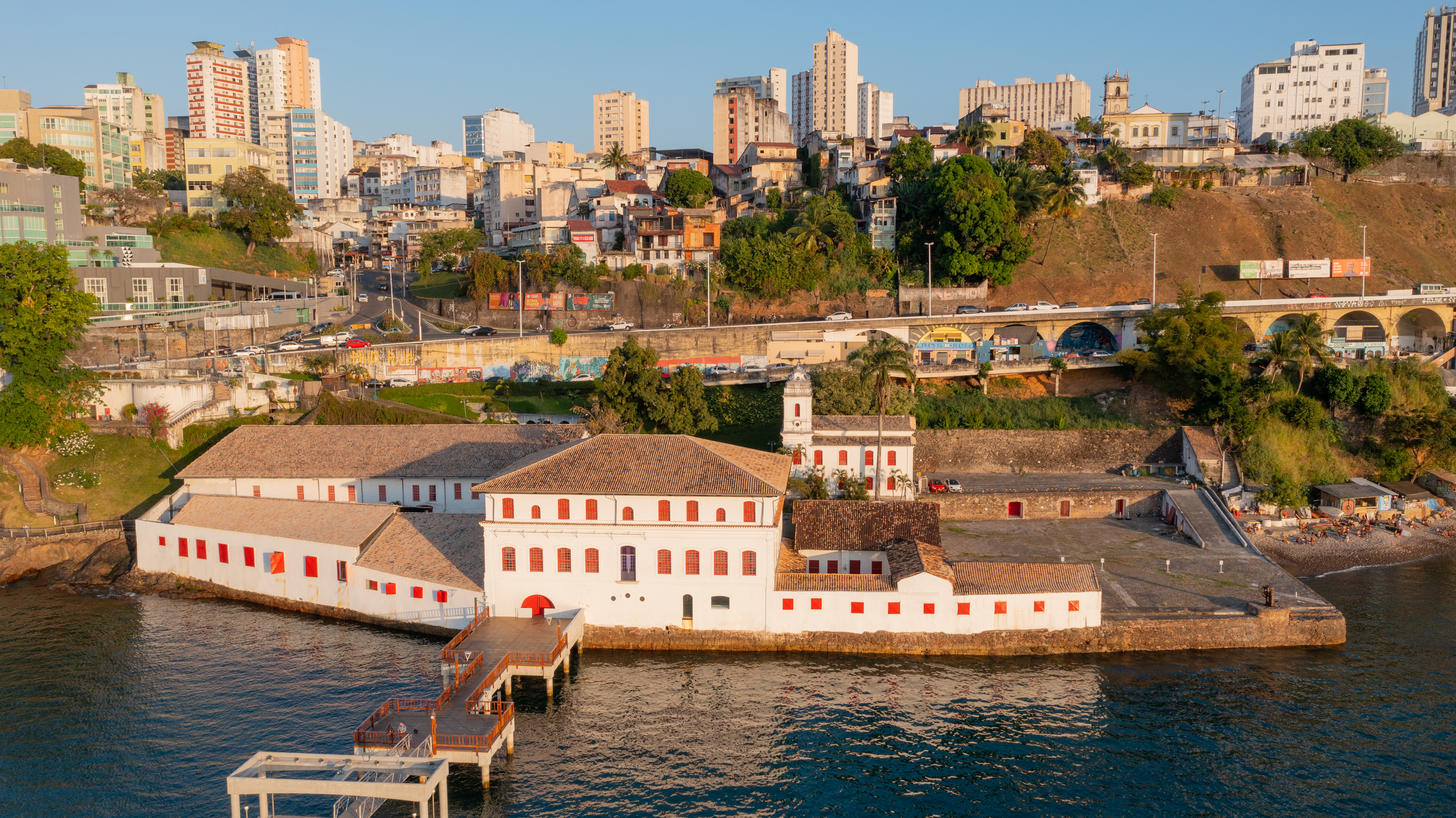
Museo de Arte Moderno de Bahía - Solar do Unhão

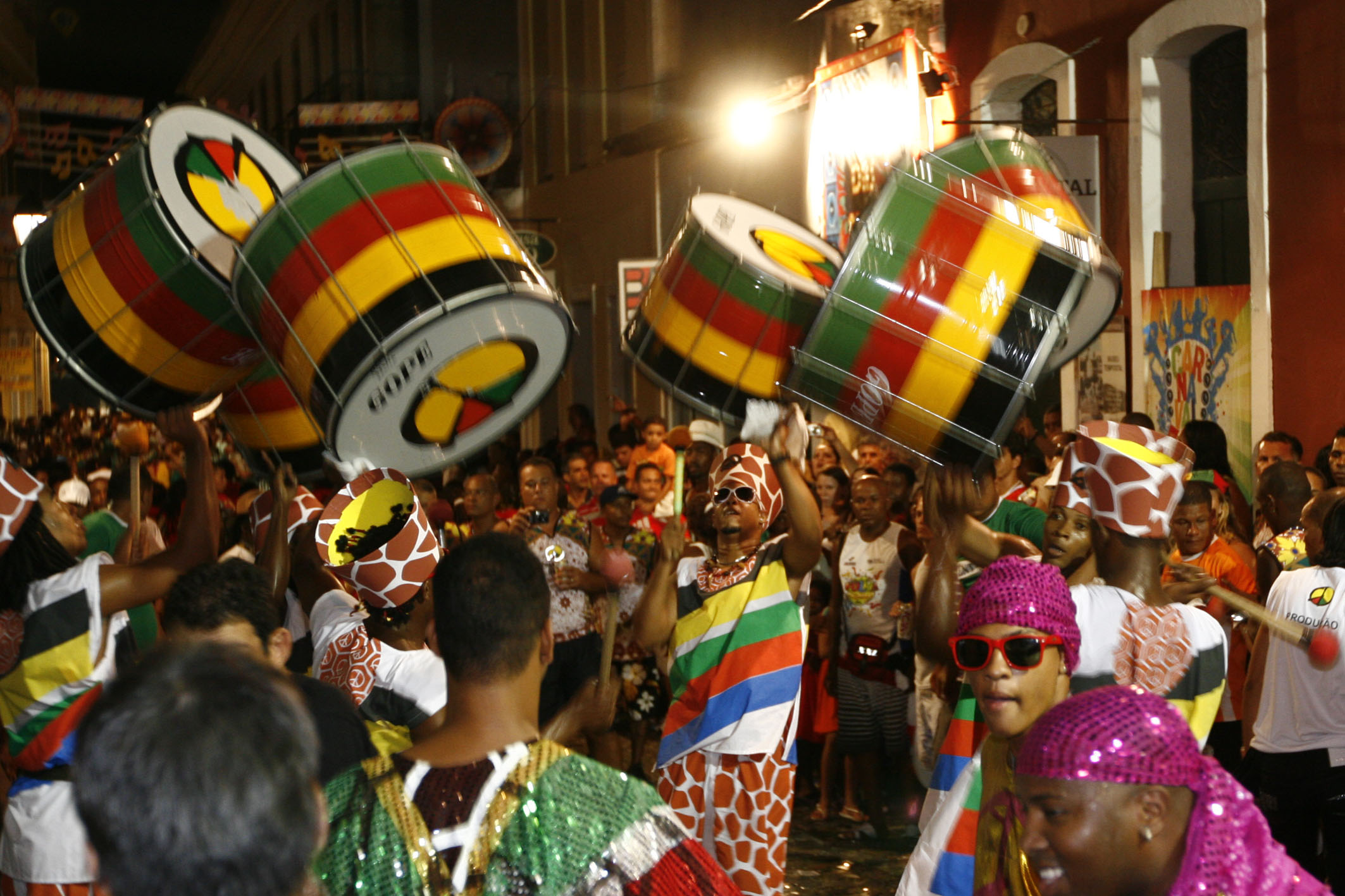
Olodum

La cultura desarrollada en Salvador, la ciudad más antigua de Brasil, ha influenciado decisivamente en otras regiones del país, y en la propia imagen que se tiene de Brasil en el exterior. Desde el siglo XVII se observa en lo que ahora es el estado de Bahía una dualidad religiosa: Por un lado, la religión católica (de origen europeo); mientras que por el otro lado, el candomblé (de origen africano).
Ya en el siglo XIX se formó el gusto del soteropolitano - no importando clases sociales - por el epigrama (un tipo de poesía satírica); por la modinha (poesía lírica musicalizada), así como también por los sermones religiosos, praticado desde Fray Vicente de Salvador y teniendo su ápice en Vieira.
La llegada de los africanos venidos del Golfo de Benim y de Sudán, en el siglo XVIII, fue decisiva para el desarrollo de la cultura de Bahía en su conjunto. Según Nina Rodrigues, es esto lo que distingue la cultura de Bahía de la cultura encontrada en otros estados brasileños, ya que en estos, la población de origen africano se compone predominantemente, de negros bantúes provenientes de Angola.
Los negros yorubanos y nagós establecieron una rica cultura en las tierras de la Bahía de Todos los Santos. Puesto que tenían una religión propia, el candomblé, una música propia como la chula y el lundu, una danza propia, practicada en la Samba de Roda, una cocina culinaria propia, que dio origen a la cocina de bahiana, inventando diversos platos a base de aceite de palma y agua de coco (todas con una gran comida de guerra de los indios tupinambá y tapuia), y postres, estos últimos provenientes de Portugal, una técnica de lucha propia, el capoeira, y el maculelé (una técnica de danza); vestimenta propia, mezclando las ya tradicionales indumentarias africanas con las vestidos portugueses; e una mezcla de lenguas, resultado de la mezcla del Idioma yoruba con el portugués.
En el siglo XIX, los visitantes comenzaron a difundir una imagen de Bahía como la de una tierra alegre, de gran belleza y riqueza (debido al cultivo de la caña de azúcar y a la extracción de piedras preciosas de Lavras) y culta, que daba a Brasil grandes intelectuales y Ministros del Gabinete Imperial.
En la década de 1870, mujeres bahianas comenzaron a emigrar hacia el Sudeste del país en busca de empleo. De esta forma, estas "tías" bahianas fueron diseminando la cultura de Bahía, vendiendo acarajés en tabernas y ofreciéndolos en bandejas, ofreciendo fiestas donde se bailaba samba de roda (una variante antigua de samba que, al correr de los años, modificado por los cariocas, resultaría la samba como se conoce hoy en día), desfilando con sus trajes y batas playa por las calles de la Capital Federal. Por eso, en aquella época, se les llamaba "bahianas" a todas las negras bonitas, según lo afirma Afrânio Peixoto, en el "Libro de las Horas".
A partir de la década de los años 20 del siglo XX, se volvió una moda componer canciones dedicadas a Bahía. Existió una gran polémica cuando el sambista Sinhô, contrariando, cantó que Bahía era "una tierra que ya no da más coco". Bahianos y cariocas, tales como Donga, Pixinguinha, Hilário Jovino Ferreira y João da Baiana, fueron a defender a Bahía.
A partir de la década de los años 30, primero por los romances de Jorge Amado y posteriormente por las canciones de Dorival Caymmi, quedó establecida ante Brasil la imagen que se tiene de Bahía, que no ha variado en la actualidad.

## Teatros

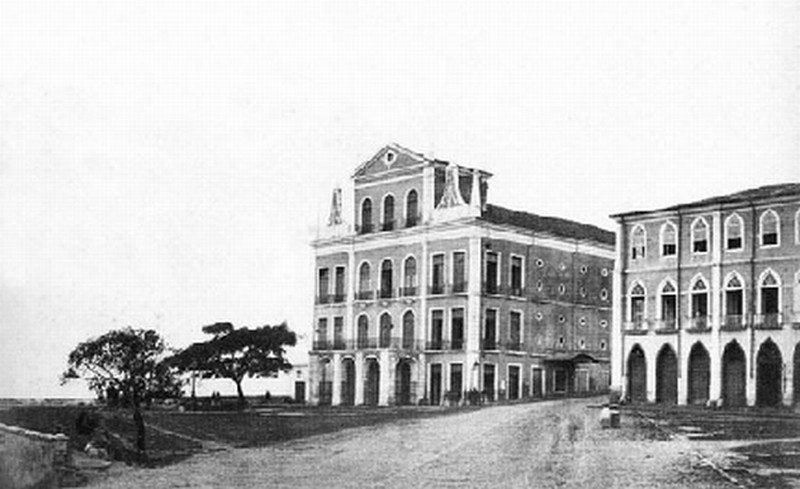
Antiguo Teatro São João.

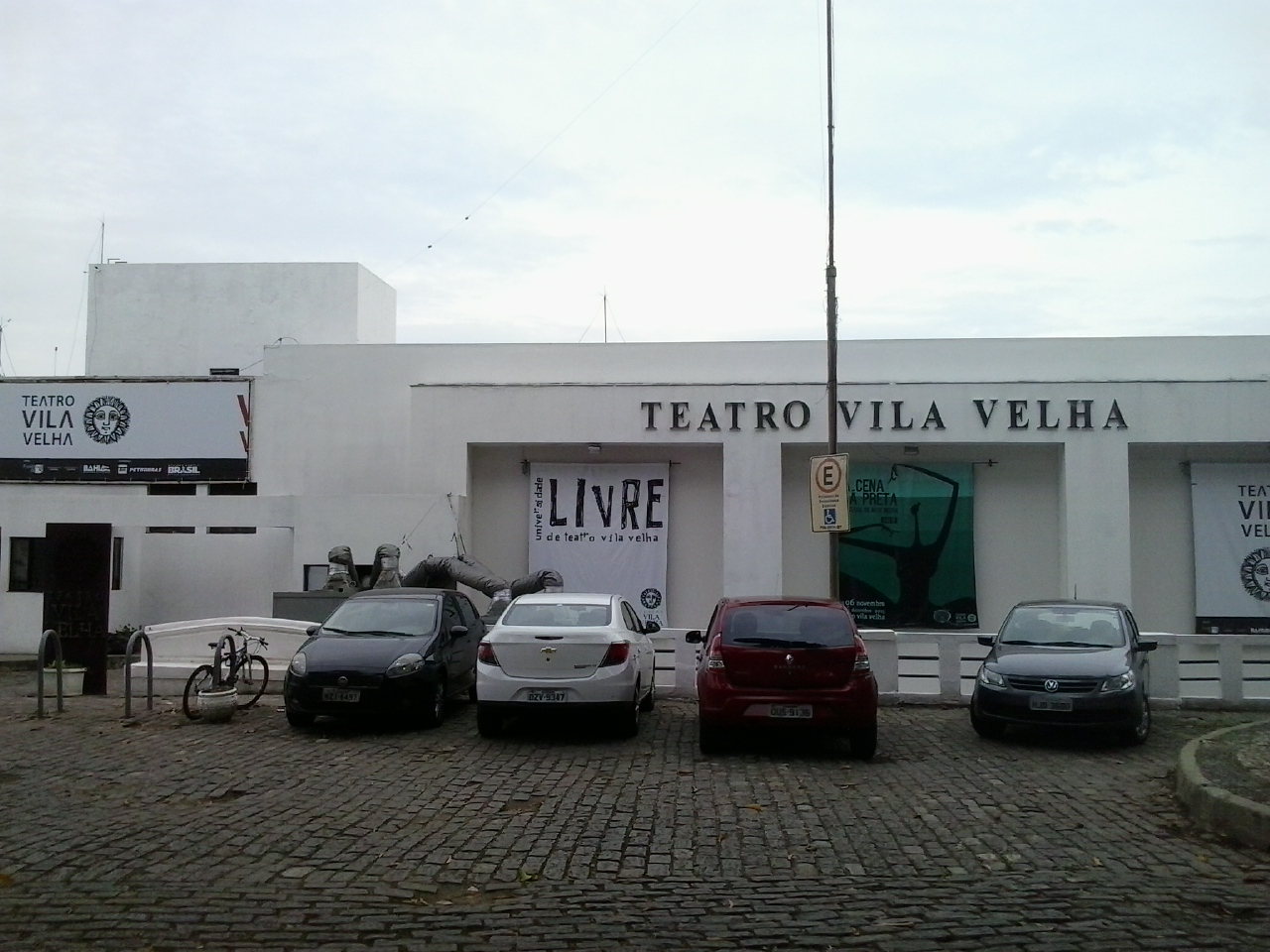
Teatro Vila Velha

Salvador tiene varios teatros, entre estos destacan:
| - Teatro Castro Alves (TCA) - Sala do Coro (miniteatro dentro do TCA) - Teatro IRDEB (TV Educativa) - Teatro SENAC (Pelourinho) - Teatro ICÉIA - Teatro do Museu Eugênio Teixeira Leal (Pelourinho) - Teatro da Barra - Teatro Yemanjá (Centro de Convenções) | - Teatro Espaço Xisto - Teatro María Betânia - Teatro Jorge Amado - Teatro Diplomata - Teatro Sesi Río Vermelho - Teatro Vila Velha - Theatro XVIII | - Teatro ISBA - Teatro Santo Antônio - Teatro ACBEU - Teatro Anchieta - Teatro Nazaré - Teatro ICBA - Teatro Gamboa | - Teatro Gregório de Matos - Teatro Módulo - Teatro Miguel Santana - Caixa Cultural - Cine-Teatro Casa do Comércio - Teatro Días Gomes (Sindicato dos Comerciários) - Teatro Plataforma |

## Carnaval

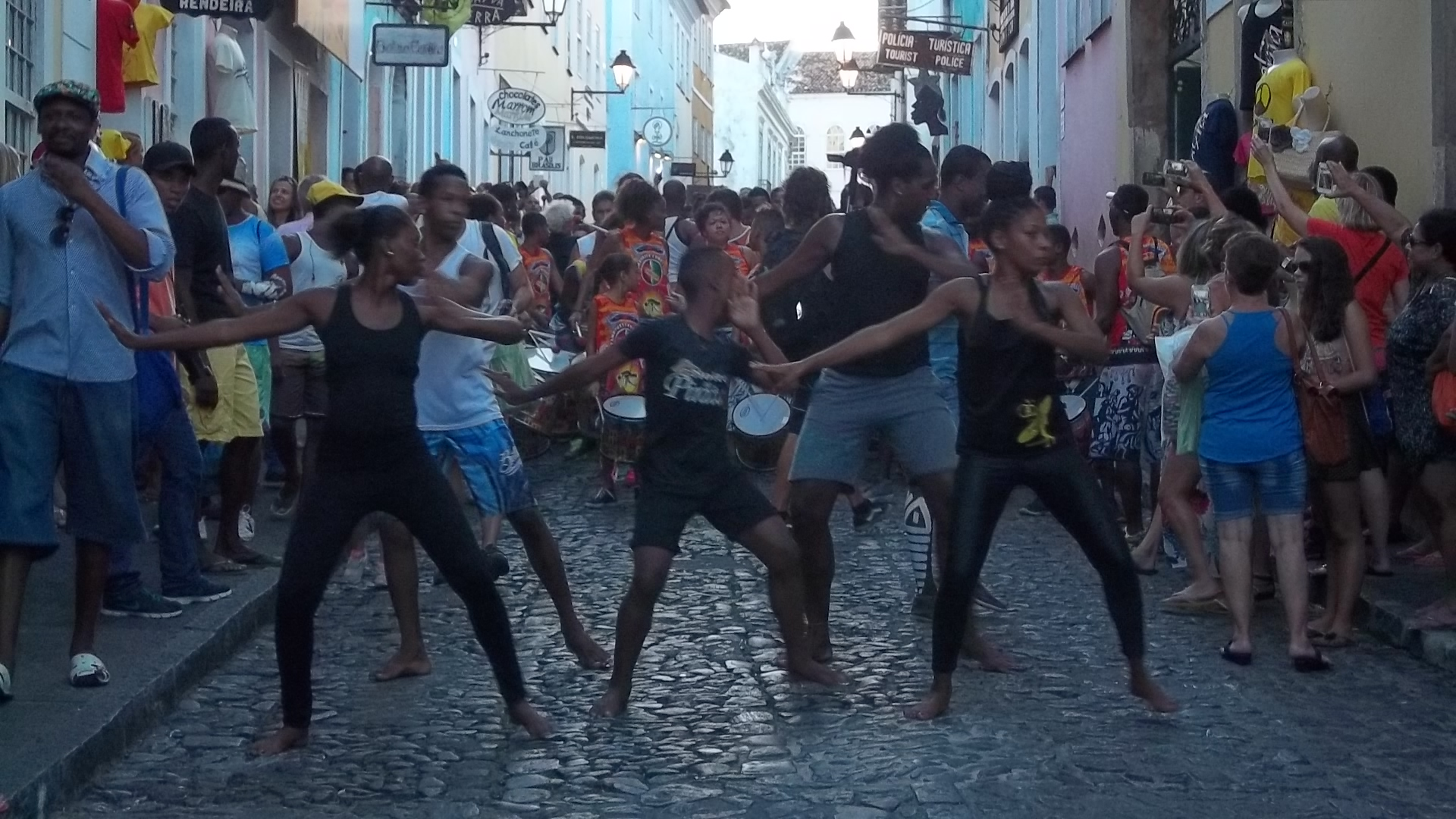
Ensayo de un bloco de carnaval, antes del festejo en Salvador de Bahía.

Otro de los grandes atractivos de Salvador es el carnaval, que está considerado como la mayor fiesta popular del mundo (El libro Guiness de los récords registró el Carnaval de Bahía como la mayor fiesta del planeta). Existen tres formas de disfrutar del carnaval de Salvador:
1) Hacerse socio de los grupos musicales (llamados "Blocos carnavalescos"), que son tirados por carrozas llamados "Trío elétrico". Los socios están separados de la multitud por una cuerda que rodea el espacio para los socios. Mucha gente argumenta que esto termina por privatizar el espacio público, ya que disfrutar del carnaval de esta forma solo es accesible por una minoría con alto poder adquisitivo (para asociarse a un bloco es necesario pagar unos 800 Reais como mínimo).
2) Alquilar uno de los numerosos camarotes que están distribuidos por el recorrido del carnaval. Esta forma es todavía más cara que la anterior, y solo es accesible por una minoría de personas. Los camarotes tienen un alto nivel de confort, y permiten asistir a la fiesta desde arriba, ya que se encuentran a una altura mayor que todo el resto de la fiesta.
3) Asistir a la fiesta junto a la multitud, en la llamada "pipoca", bailando detrás de los "Tríos eletricos", pero por fuera de la zona de socios, delimitada por una cuerda y guardias de seguridad. Las zonas de socios ocupan la mayoría del espacio cercano a las carrozas (de donde proviene la música en directo). Esta es la forma más barata de asistir al carnaval, ya que es gratuita.

### Otras fiestas y conmemoraciones
La procesión del Señor Buen Jesús de los Navegantes ocurre el 1 de enero. Varias embarcaciones de todos los tipos navegan por la Bahía de Todos los Santos llevando la imagen del Buen Jesús de la iglesia de la Concepción de la Playa hacia la capilla de la buena Virgen, en una bella procesión.

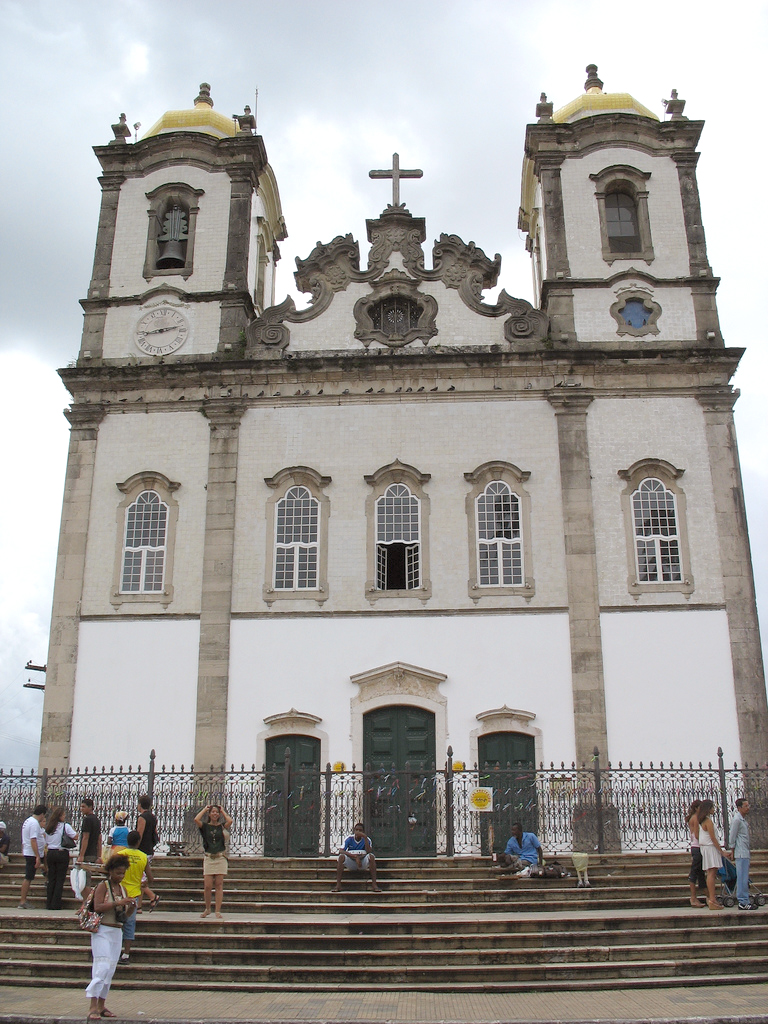
Iglesia de Nuestro Señor de Bonfim, donde se celebra el ritual del Lavado de las Escaleras o Lavado de Bonfim.

Del 3 al 6 de enero tiene lugar la Fiesta de la Lapinha.
En el segundo jueves del mes de enero se lleva a cabo el Lavado de Bonfim. Esta es una enorme procesión, en la que los participantes visten trajes blancos, en homenaje a Oxalá. La multitud parte de la iglesia de la Concepción de la Playa en dirección a la iglesia de Bonfim, en lo alto de la colina Sagrada, ubicada en el barrio del mismo nombre. Cada año aproximadamente 800 mil personas participan de la grandiosidad de este evento religioso. Al llegar al final del cortejo, las bahianas con sus trajes típicos vuelcan las cuartinhas con agua de cheiro (un agua perfumada que se prepara específicamente para esta festividad) en el panteón de la iguesia y sobre las cabezas de los fieles. Esta es una festividad católica, mezclada con el candomblé, que viene convirtiéndose en una fiesta más profana que religiosa. Al final del lavado de las escaleras de la iglesia, comienza la parte más popular de esta festividad, con una gran comida que se sirve en tiendas de campaña con cerveza y otras bebidas y música reggae que se esparcen por todo el barrio de Bonfim. Durante la realización de esta fiesta, en la ciudad baja está prácticamente prohibido el tráfico de vehículos por las calles y avenidas a través de las cuales se mueve la procesión. Aunque no es un día de fiesta en la ciudad, las tiendas que están a lo largo de la ruta cierran sus puertas debido en parte a la realización de la parte y por otra, a la falta de condiciones de funcionamiento, mientras que miles de personas se divierten en las calles.
Se festeja el día de San Lázaro el último domingo de enero.
La regata de Juan de las Botas ocurre entre los meses de enero y febrero.
El día 2 de febrero, los adeptos al candomblé, a la umbanda, al Africanismo y demás religiones afroamericanas festejan a la Reina del Mar, Iemanjá orixá del agua salada. A fiesta se realiza en el Río Rojo, cuando centenas de personas ligadas directa o indirectamente al candomblé "entregan" regalos a la Reina del Mar, depositando perfumes, flores e otras ofrendas en barcos que transportan estos regalos hacia alta mar. Algunas personas solamente juegan con los regalos en el mar. Esta es una gran y poderosa manifestación de fe en la fuerza de la Madre del Agua, que tiene un desdoblamiento profano en las tiendas de campaña, en donde a creencia es transformada en samba, en una fiesta que se prolonga hasta altas horas de la noche, donde la cerveza tiene un papel preponderante.

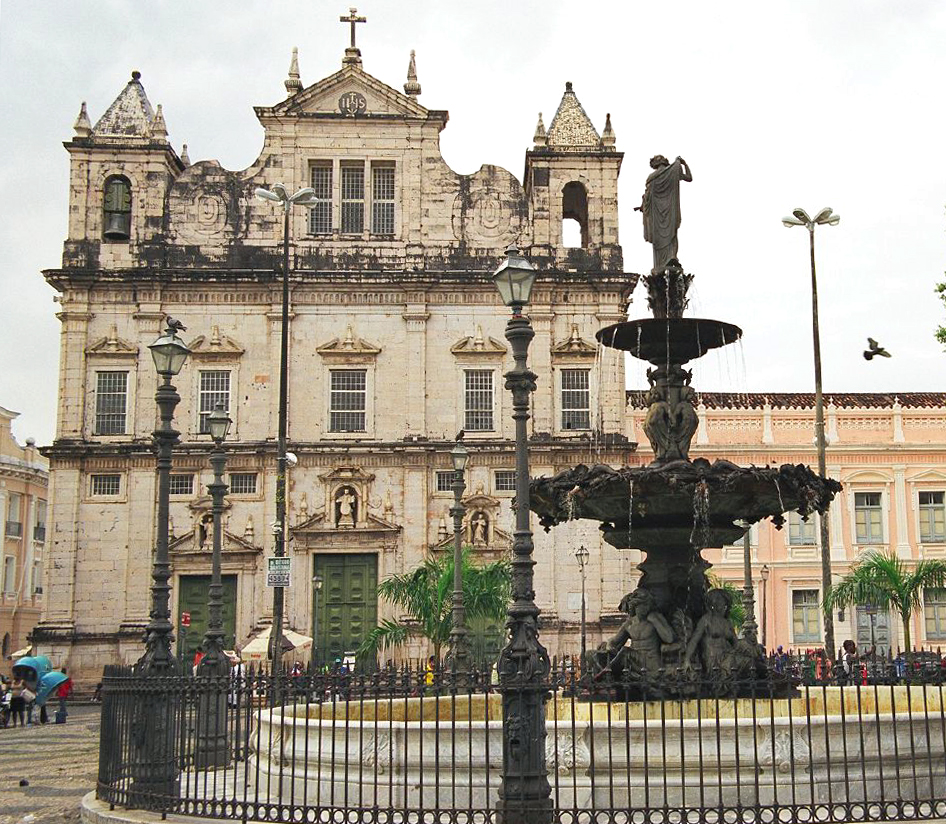
Catedral Basílica de Salvador

Quince días antes del carnaval, se lava la iglesia de Itapuá.
En febrero se hace el lavado de la iglesia de "Nuestra Señora de la Luz".
En la segunda quincena de junio, ocurre la también bastante esperada Fiesta de São João, que en la capital tiene el nombre de Arraiá da Capitá y se concentra en el parque de exposiciones, reuniendo cantantes provenientes de varios estados de Brasil y del estado da Bahía, donde se encuentran puestos donde se ofrecen comida y bebidas típicas.
El 2 de julio es la mayor festividad bahiana, cuando se festeja tanto en Salvador como en otras ciudades del Recóncavo la fiesta de la Independencia de Bahía, que tienen en el Caboclo y la Cabocla como íconos de la participación popular en la defesa de lo que vendría a ser la nación brasileña contra el dominio portugués. El desfile del 2 de julio fue realizado por primera vez en 1824 como una forma de protesta del pueblo bahiano contra la continuidad del orden social vigente.
El 27 de septiembre es el día de San Cosme y San Damián. En este día los devotos cocinan caruru y regalan caramelos a los niños. Esta fiesta, sin embargo, se restringe principalmente al Mercado de Santa Bárbara, en el Bajo de los Zapateros, parte del centro histórico de Salvador. Muchos adeptos al Candomblé, entretanto, hacen fiestas particulares en sus casas, sirviendo el tradicional caruru y dando caramelos.
Del 29 de noviembre al 8 de diciembre se conmemora el día de Nuestra Señora de la Concepción. El punto principal donde se lleva a cabo esta festividad se ubica en frente a la iglesia del mismo nombre, en las inmediaciones del Elevador Lacerda. Ahí son armados puestos donde son servidos platos y bebidas típicos, al son de reggaes y sambas de los más diversos estilos.
El 4 de diciembre, Santa Bárbara.
El 13 de diciembre, Santa Lucía.
En todos los sábados posteriores al feriado de Corpus Christi, se realiza la Marcha por Jesús, donde miles de evangélicos se reúnen para alabar y adorar el nombre de Jesucristo.

## Deportes
El Esporte Clube Bahia y el Esporte Clube Vitória son los equipos de fútbol más importantes de la ciudad. El primero obtuvo dos títulos nacionales: La Copa de Brasil en 1959 y la victoria en la Liga Brasileña en 1988, el Esporte Clube Vitória, a su vez, fue finalista en la Liga Brasileña de 1993.

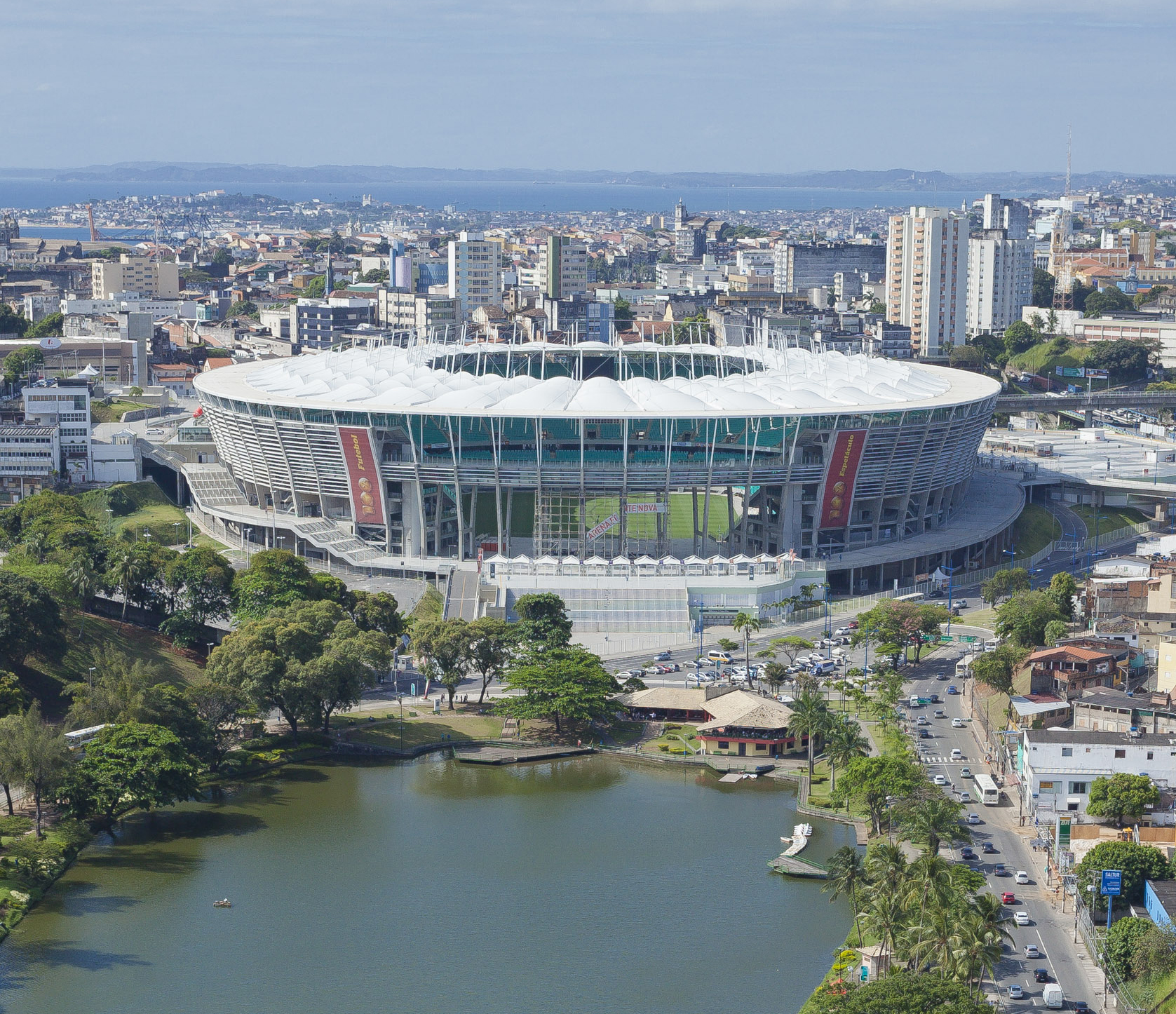
Arena Fonte Nova.

La ciudad de Salvador posee una importante infraestructura deportiva para los turistas y los residentes. El Estadio Fonta Nova, también conocido como Estadio Octávio Manfabeira es un estadio de fútbol inaugurado el 28 de enero de 1951 en la ciudad, posee una capacidad máxima de 66 080 personas. Este estadio es propiedad del gobierno municipal, y también alberga al Esporte Clube Bahia. Su antiguo nombre era un homenaje a Octávio Cvalcanti Mangaberia, ingeniero civil, periodista y antiguo gobernador del Estado de Bahía de 1947 a 1954. Su apodo Fonta Nova se debe a que está localizado en la Ladera de las Fuentes de las Piedras (en portugués Ladeira das Fontes das Pedras). Fue una de las 12 sedes de la Copa Mundial de Fútbol de 2014.

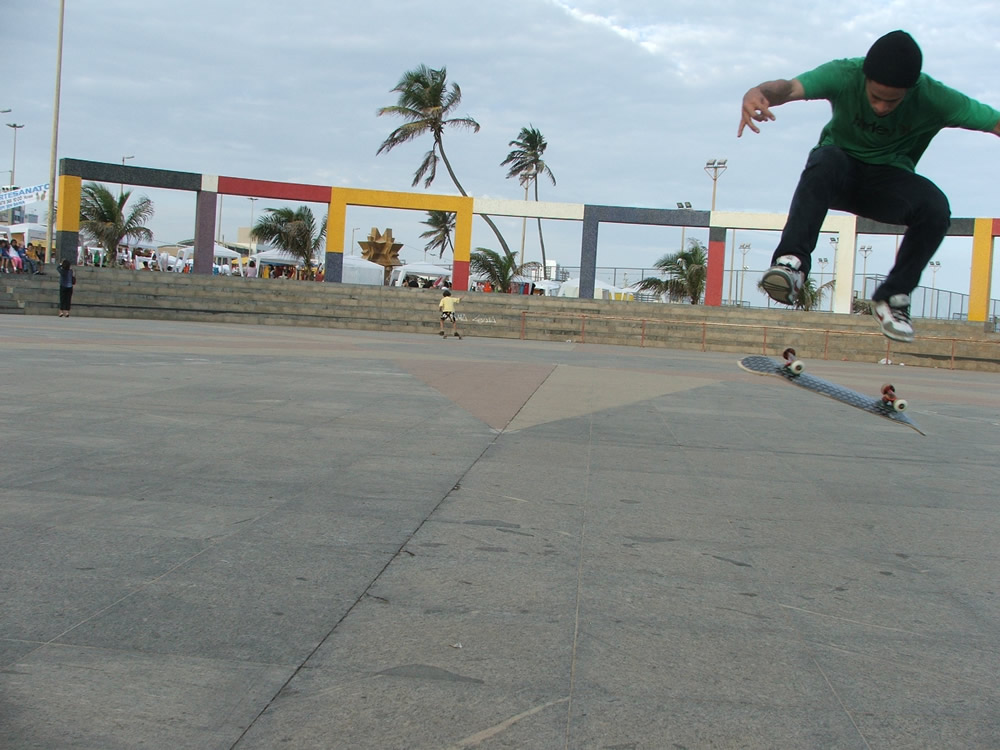
Skateboard en el Parque Urbano Jardín de los Enamorados, en la orla marítima de la ciudad. Salvador posee inumeros espacios como eses.

A su vez la ciudad posee dos grandes espacios verdes para la práctica de golf: el Cajazeiras Golf & Conuntry Club y el Itapuã Golf Club. El Abierto de Brasil, el torneo de golf más importante del país, tiene su sede todos los años en Salvador de Bahía.
Durante las últimas décadas, el vóleibol creció sensiblemente en Salvador, especialmente desde que Brasil obtuviese una medalla de oro en los Juegos Olímpicos de Barcelona 1992. El torneo más importante de vóleibol en Salvador son el Campeonato Estata, el torneo de la Liga Estatal y los Juegos de Primavera. Por su parte los equipos más importantes son la Asociación Atlética de Bahía (Associação Atlética da Bahia), el Club Bahiano de Tenis (Bahiano de Tênis) y el Club de Regatas Itapagipe. Existen también eventos de beach vóley. Salvador albergó muchos torneos internacionales. La Federación Bahiana de Vóleibol (la liga estatal) organiza el calendario de los torneos.
La Liga de baloncesto de Bahía existe desde 1993 y tiene 57 equipos. El deporte es muy popular en la ciudad de Salvador, especialmente entreo los estudiantes. Hay varios sitios a lo largo de la ciudad en donde es posible jugar de forma gratuita, como el localizado en la plaza Bahía Sol, donde juegan personas con lesiones en la médula espinal. Otras instalaciones incluyen gimnasios, como en el Club Bahiano de Tenis y la Asociación Atlética, y los Gimnasios Antonio Balbino (popularmente conocidos como Balbininho), cuya arena es capaz de albergar 7 000 personas.

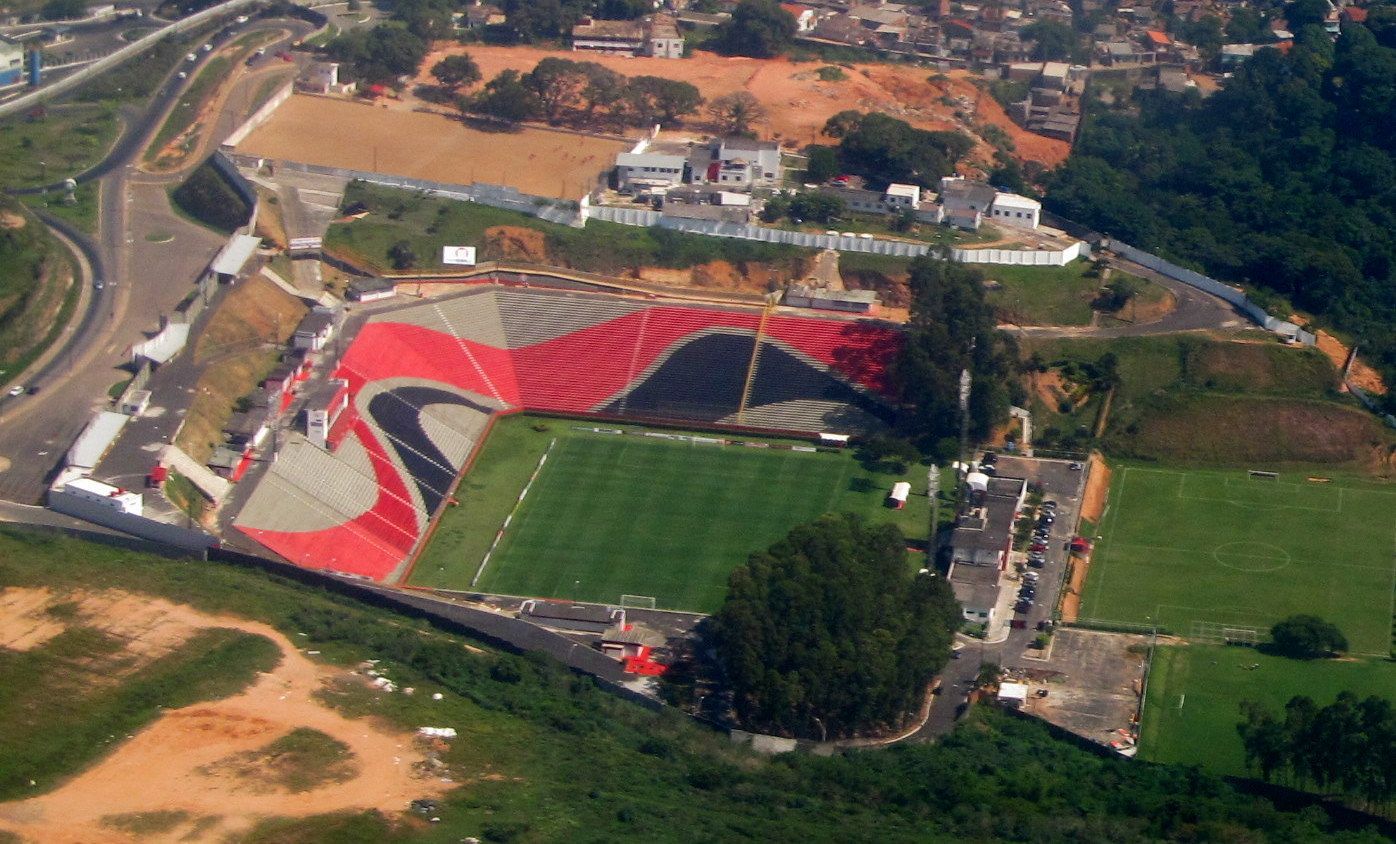
Estádio Manoel Barradas, do Esporte Clube Vitória.

Las condiciones climáticas de la ciudad son ideales para la vela, tanto recreativa como de competición. La ciudad está equipada con una buena infraestructura capaz de desarrollar esta actividad, tales como la renta y la venta de espacio portuario, mantenimiento de los botes, restaurantes, bar de snacks, tiendas de conveniencia, tiendas de productos náuticos, agencias de alquiler de botes, sistemas de comunicación VHF y SSB, eventos y total asistencia de las tripulaciones. El alto número de eventos de vela organizados por clubes y sindicatos, como carreras oceánicas y de botes típicos (de pescadores y hechos de maderas o canoas), demuestran la fuerza de crecimiento de este deporte. Corrientemente, Salvador posee un calendario nacional de carreras, como también alberga al Mini Transant 6.50. Las carreras en botes de remos comenzaron en la ciudad hace cientos de años. Era en sus comienzos practicados por los hombres jóvenes de las familias más acaudaladas, que pasaban sus vacaciones de verano aquí. El deporte es una opción de ocio en la Cidada Baixa (la parte baja de la ciudad). El Esporte Clube Vitória y el Club São Salvador fueron los pioneros en el deporte. Actualmente, las dos entidades y el Club de Regatas Itapagipe conducen las competiciones con sede en la ciudad. Con la reciente renovación de área del Dique do Tororó, Salvador recibió nuevos carriles para la práctica de este deporte.

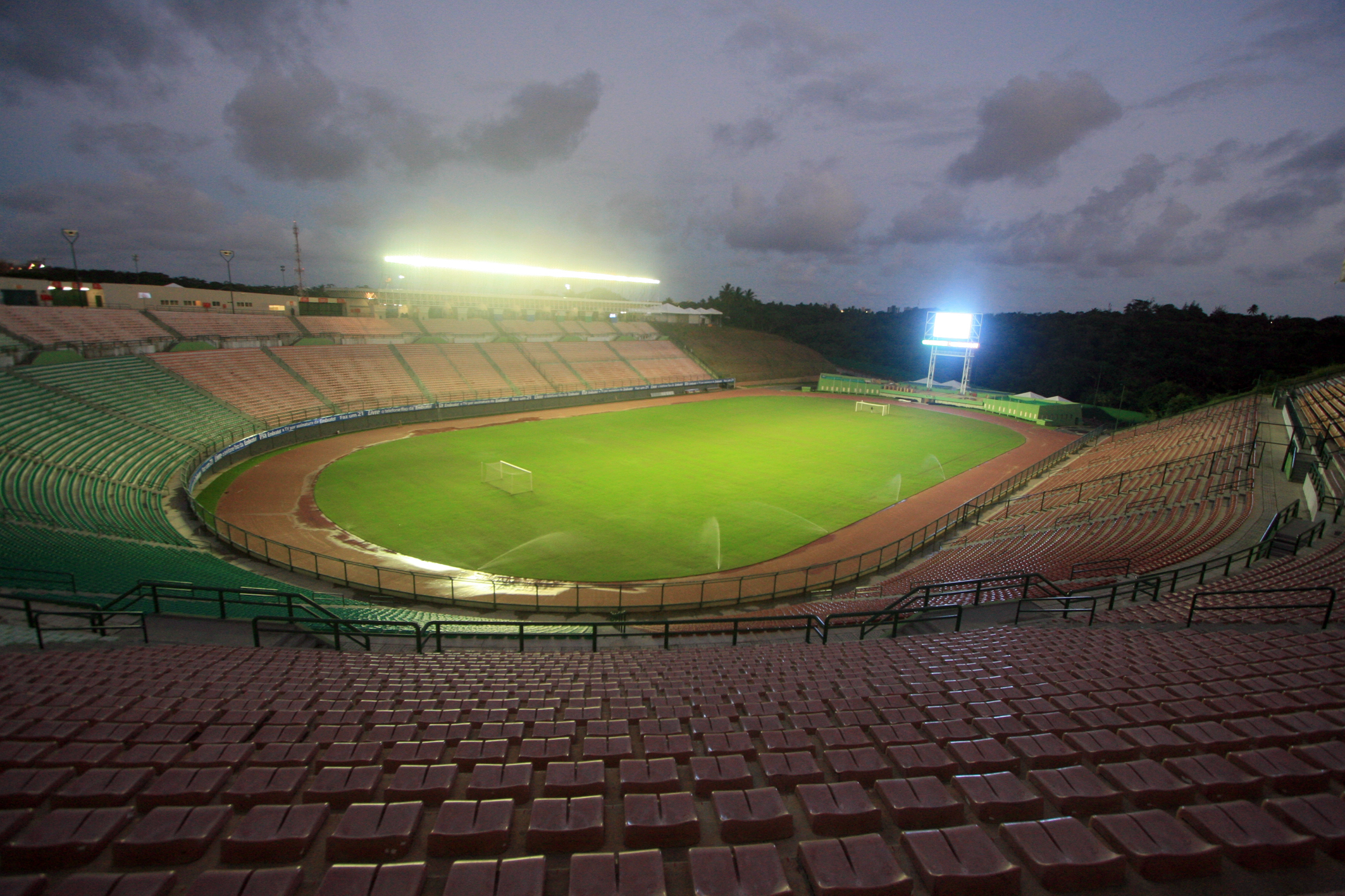
Estádio de Pituaçu.

El bowling es otro deporte practicado entre los adolescentes, jóvenes t adultos en Salvador. El Boliche do Aeroclube y el Space Bowling están equipados ambos de carriles automáticos así como una infraestructura de bar.

## Ciudades hermanadas
Las ciudades hermanadas con Salvador de Bahía son:
- Rosario, Argentina
- Pontevedra, España
- Los Ángeles, Estados Unidos
- Lisboa, Portugal
- Angra do Heroísmo, Portugal
- Cascais, Portugal
- La Habana, Cuba
- Cotonú, Benín
- Sciacca, Italia
- Harbin, China
- Iquique, Chile
- Valparaíso, Chile
- Asunción, Paraguay
- Veracruz, México [45]
- Ibagué, Colombia